# بني عباس
بني عباس مدينة سياحية وإحدى أكبر بلديات ولاية بني عباس تقع في الجنوب الغربي للجزائر تتوسط ولايتين من الشمال. مقر الولاية بشار بمسافة 250 كلم على الطريق الوطني رقم 6 وجنوبًا ولاية أدرار بمسافة 350 كلم. تعرف بجوهرة الساورة ·  وأيضاً بالواحة البيضاء · .
هي مركز دائرة منذ العام 1956 م، تبلغ مساحة بلدية بني عباس حوالي 10.040 كلم2 ويبلغ عدد سكانها 12000 نسمة.

## أصل التسمية
يقول س. رامس في كتابه بني عباس (الصحراء الوهرانية): دراسة تاريخية، جغرافية وطبية (1941):«أربعون سنة بعد وفاة سيدي عثمان، من بعيد من الساقية الحمراء (الصحراء الغربية) يقدم المهدي بن يوسف من قبيلة بني عباس....» ويشرح أن أصل التسمية يعود لاسم قبيلة أول ساكني المنطقة.
حتى اسم بني عباس مشتق من الاسم القديم الذي كان بني العباس. قال عبد الله بن محمد بن أبي بكر العياشي في مخطوطه الرحلة العياشية 1662 :«ثم دخلنا قرى بني العباس...».

## الجغرافيا

### الموقع
بنيت بني عباس على تلة صخرية على الضفة اليسرى لوادي الساورة. يحد البلدة من الشمال والشرق والغرب العرق الغربي الكبير بينما يحدها وادي الساورة من الجنوب والجنوب الغربي.

### التضاريس

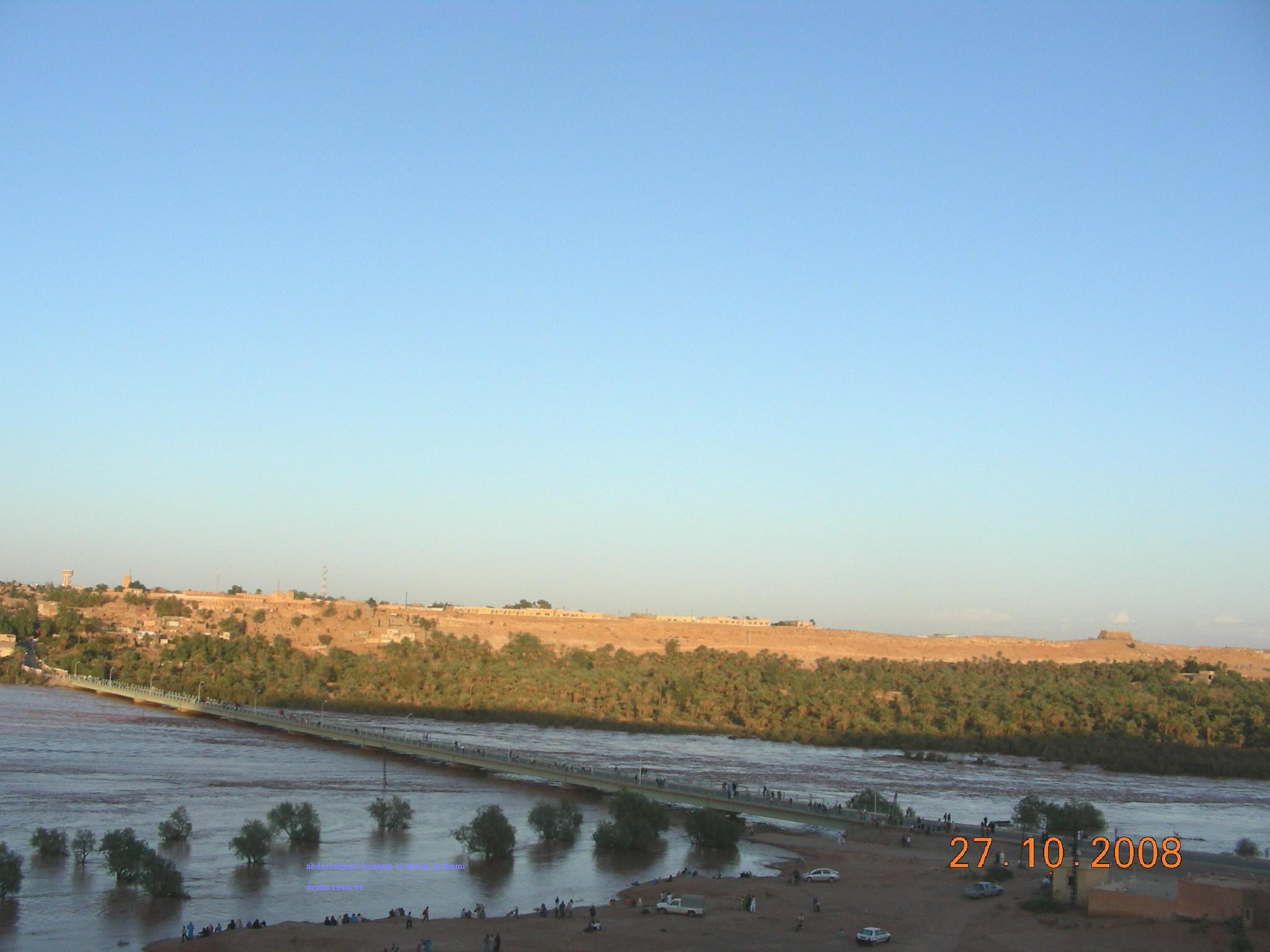
واد الساورة بالقرب من بني عباس

توجد قبالة بني عباس مرتفعات على طول الناحية الغربية امتدادًا لسلسلة جبال الأطلس الصحراوي أهمها مرتفعات «هموشة» و«حدب بابا حيدة» و«مرحومة». وعلى بعد 50 كيلومترا إلى الجنوب، توجد سلاسل الوقارتة (بجانب واحة الوقارتة).
بني عباس هي قلب منطقة الساورة، ووادي الساورة هو عصب الحياة الرئيسي لقصور ومدن الناحية، به يستمر وجود الإنسان والحيوان والنبات، جريان هذا الوادي أضحى نادرًا في السنين الأخيرة بسبب إنجاز سد جرف التربة وسدود مغربية على طول مجرى الوديان المغذية له (وادي قير)، الأمطار المحلية التي قلّما تهطل وبكميات قليلة أصبحت المصدر الوحيد لجريانه، كما توجد أودية أخرى عديدة منها وادي أنشال ووادي علي.

### المناخ
بني عباس تتمتع بمناخ صحراوي حار وجاف، سماء صافية طيلة أيام السنة مع نذرة في التساقط. أحيانا يتسبب هطول أمطار فجائية في حدوث سيول أو فيضانات بوادي الساورة.
أبرد الشهور هي ديسمبر ويناير وفبراير، حيث تكون درجة الحرارة بين واحد و 18 درجة مئوية. خلال أشهر الصيف، يمكن أن تصل درجة الحرارة إلى 45 درجة مئوية مع رطوبة تقدر بحوالي 10%.

### الهيدروغرافيا
لعبت قضية التزود بالمياه دائما دورا حيويا لأن المياه التي تتوفر عليها المدينة كانت دائما غير كافية، وتأتي في مجملها من عين سيدي عثمان (قدر تدفقها بحوالي 24 لتر/ ثانية) التي تعود ملكيتها إلى السكان الأصليين بموجب العقود العرفية. وفقا لتاريخ المدينة، قسمت مياه العين على 40 سهما يتم توارثها حتى الآن.
أسفر عقد اتفاق شفهي بين السكان والسلطات الفرنسية خلال الحقبة الاستعمارية عن نقل كمية صغيرة من المياه المستخدمة في الزراعة سابقا للاستخدامات الحضرية (المدرسة، المستشفى...) لتتضاعف هذه الكمية خصوصا بعد الاستقلال نتيجة الهجرة الريفية والأزمة الديموغرافية للمدينة. الانخفاض المتوالي في كمية المياه المستخدمة في الزراعة دفع مزارعي الواحة للاحتجاج أمام السلطات المحلية لاسترداد حقوقهم، وهذا منذ مطلع الستينات.
لحل هذه المشكلة، بادرت البلدية إلى حفر آبار لتلبية إمدادات مياه الشرب، وهو أمر لم ينجح. بعد هذا الفشل تقرر تعيين أحد هذه الآبار (غني بالكلور) لدعم مياه السقي وهو ما أثار سخط المزارعين.

### الحياة النباتية والحيوانية
يسود أراضي بني عباس نظام إيكولوجي صحراوي. على الرغم من أن الحياة النباتية والحيوانية ليست ضخمة كما هو الحال في أجزاء أخرى من الجزائر إلا أن مجموعة كبيرة ومتنوعة من النباتات والحيوانات توجد في المنطقة. الأكثر إثارة للدهشة هو تأقلمها مع الصحراء القاحلة والمناخ الجاف.

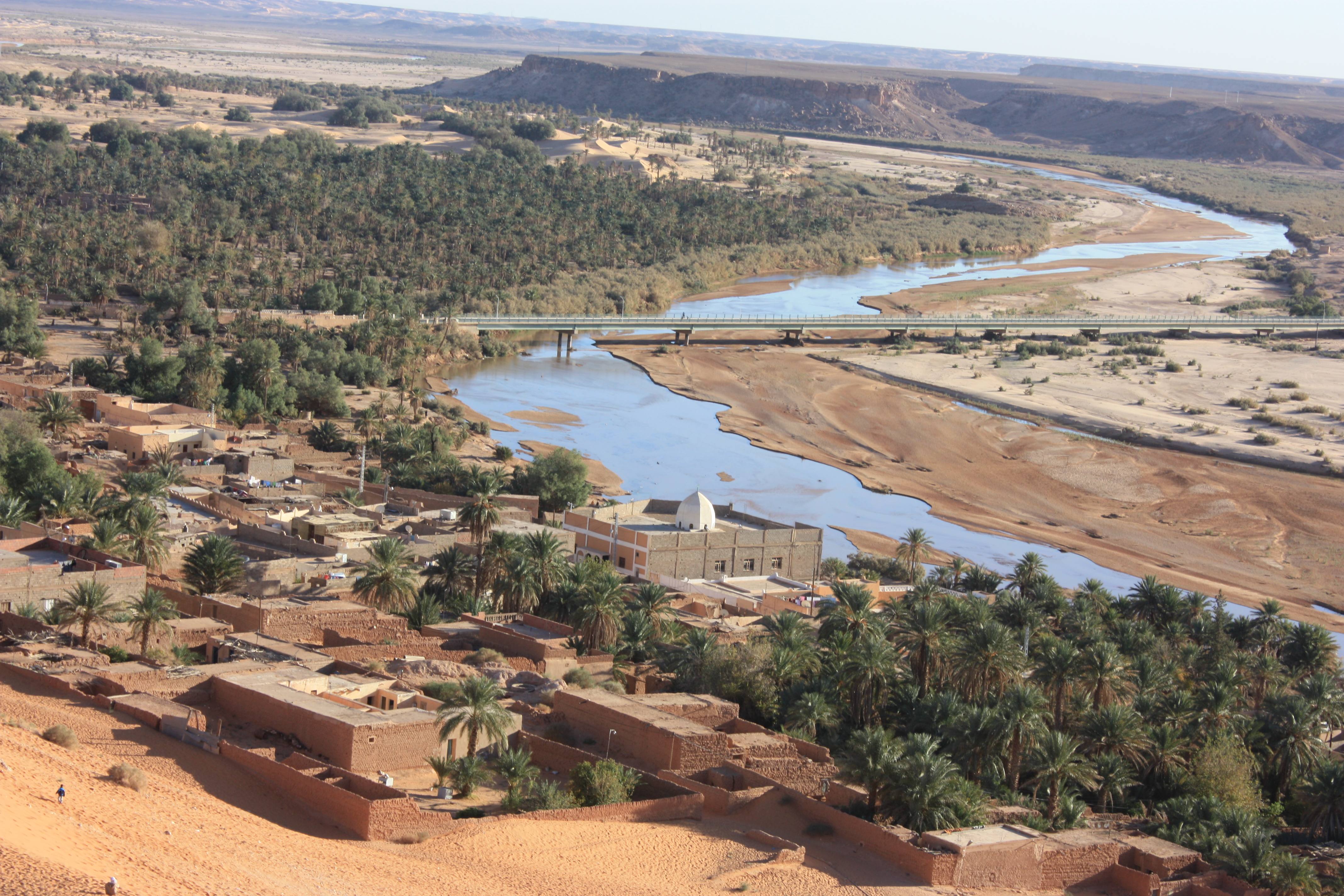
منظر لوادي الساورة قرب حي الصافاط والواحة.

الغطاء النباتي في بني عباس في الأساس صحراوي. أثرت ندرة سقوط الأمطار على تطور الأنواع النباتية في مختلف أنواع الأراضي: الحمادة (صحراء صخرية)، الوادي والعرق (مجموعة الكثبان الرملية).
تنتشر أشجار الطلح والأعشاب البرية في الجبال والحمادة، خصوصا بالقرب من الزغامرة. بعض الأعشاب البرية بالمنطقة تعتبر نباتات طبية وتستخدم تقليدياً من قبل السكان لعلاج العديد من الأمراض. من بين هذه الأعشاب الوزوازة (باللاتينية: Santolina rosmarinifolea) والكرطوفة (باللاتينية: Santolina chamaycyparissus)' والشيح. الترفاس وهو نوع من الفطريات المستخدمة في المطبخ العباسي.
في العرق تنمو نبتة مثبتة جيدة للرمال وهي الرتم الشائع (باللاتينية: Retama raetam). النبات الغالب بالوادي هو الفنين وهو نبات مقاوم لملوحة التربة.

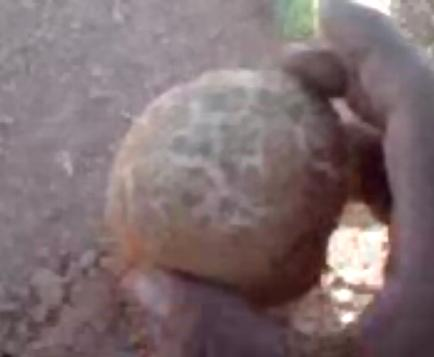
الترفاس
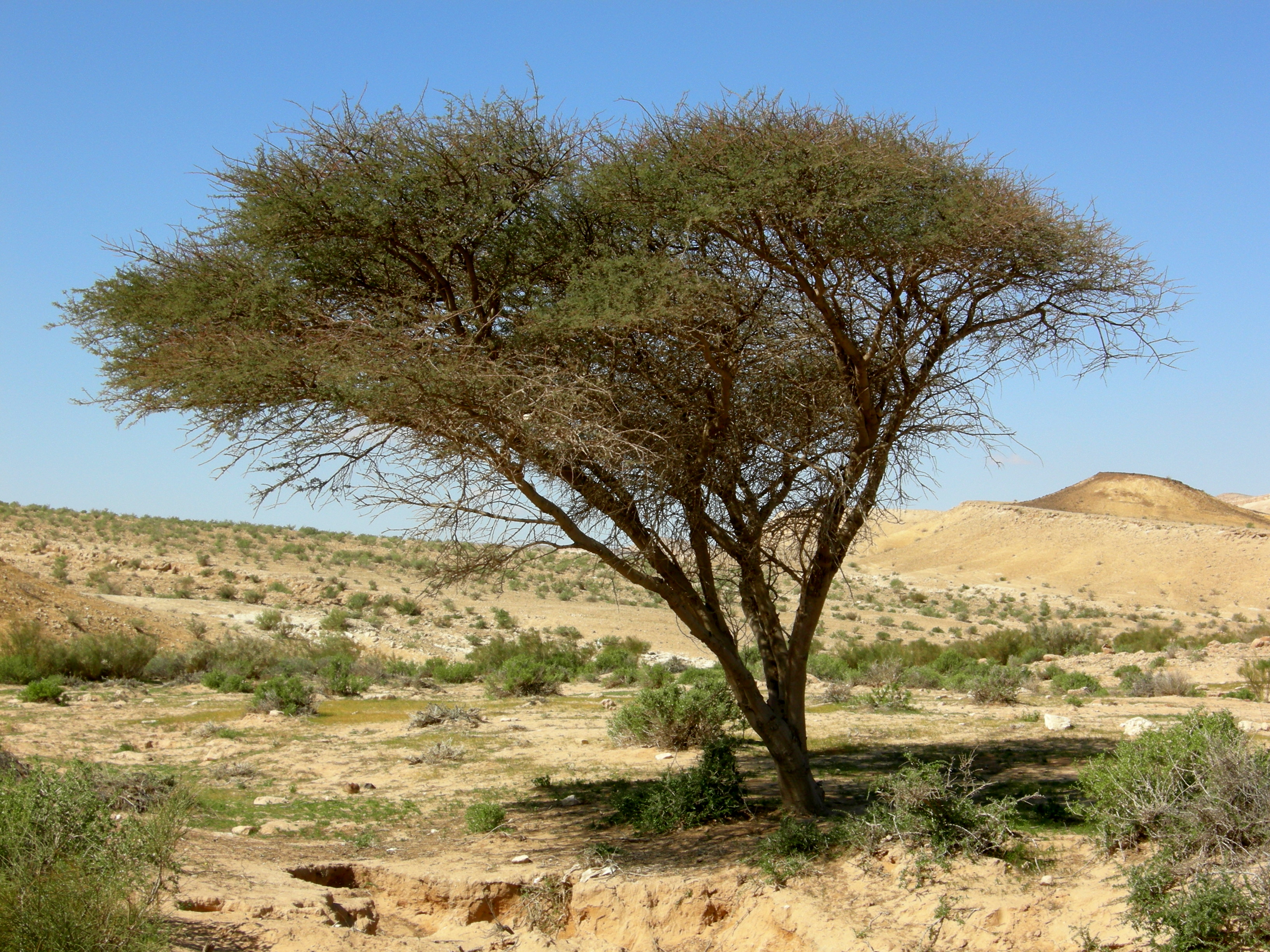
الطلح
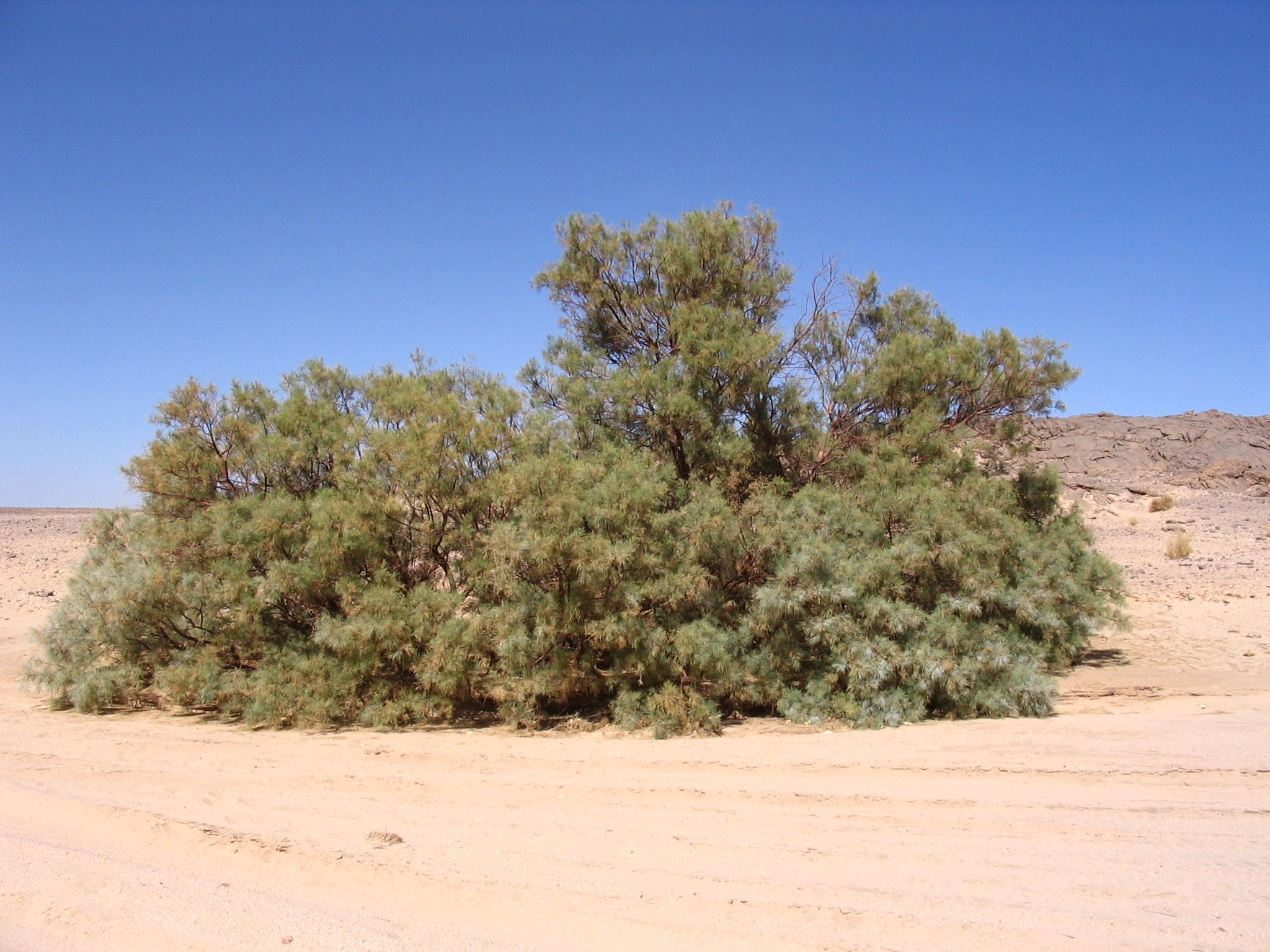
الفنين

تم العثور على العديد من حيوانات المناطق الصحراوية في بني عباس. من بين أهم الثدييات بالمنطقة غزال دوركاس والغزال نحيل القرون أو الريم، المهددة بشكل كبير بواسطة الصيد غير المنظم. قط الرمال، الضبع المخطط والفنك لوحظ في حالات نادرة.
من بين الزواحف التي توجد في المنطقة سمكة الرمال، الضب وأنواع أخرى. هناك أيضا، من بين القوارض فأر الرمل السمين، اليربوع المصري الكبير والجرد اليبي.

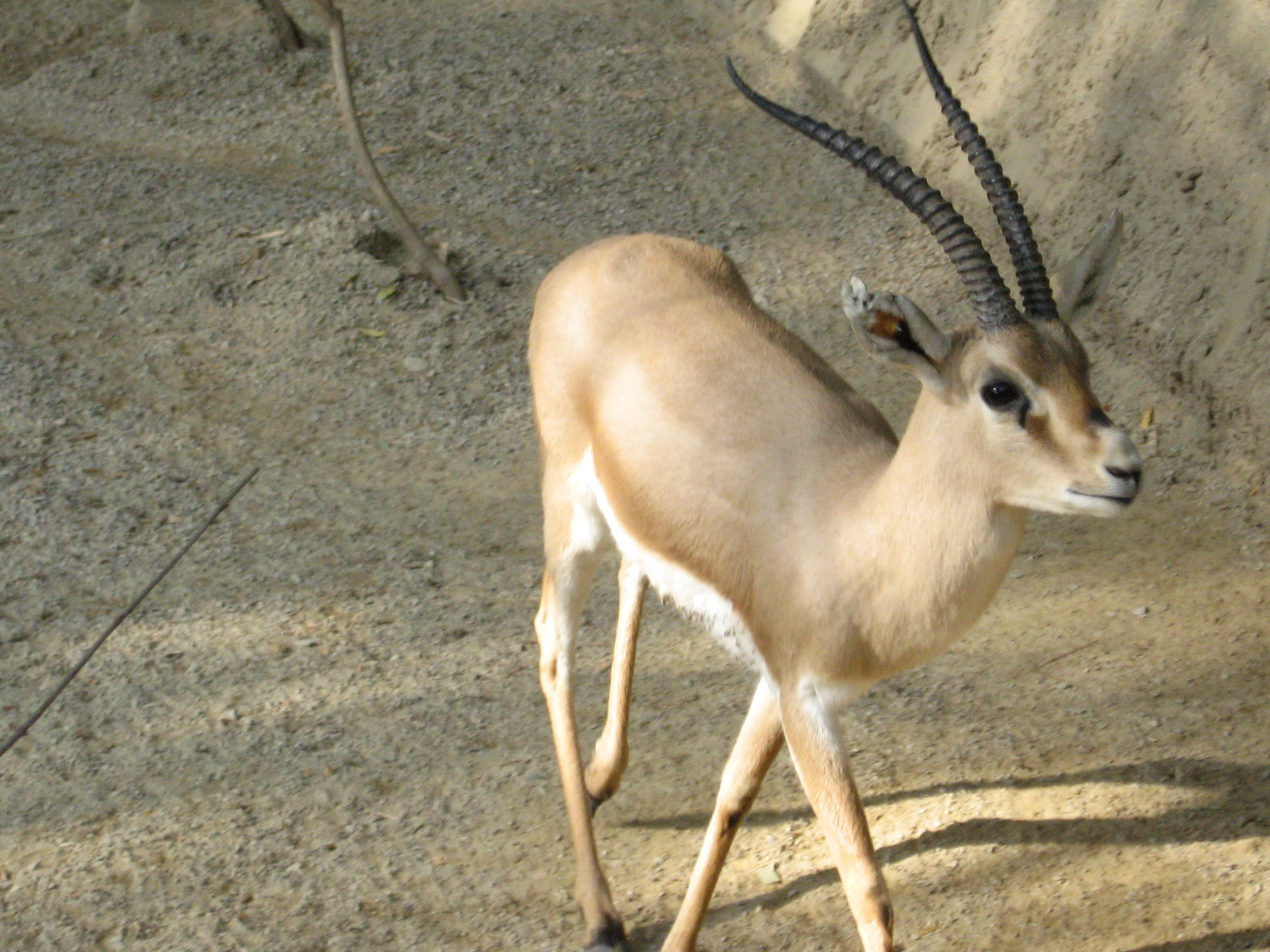
الغزال نحيل القرون أو الريم
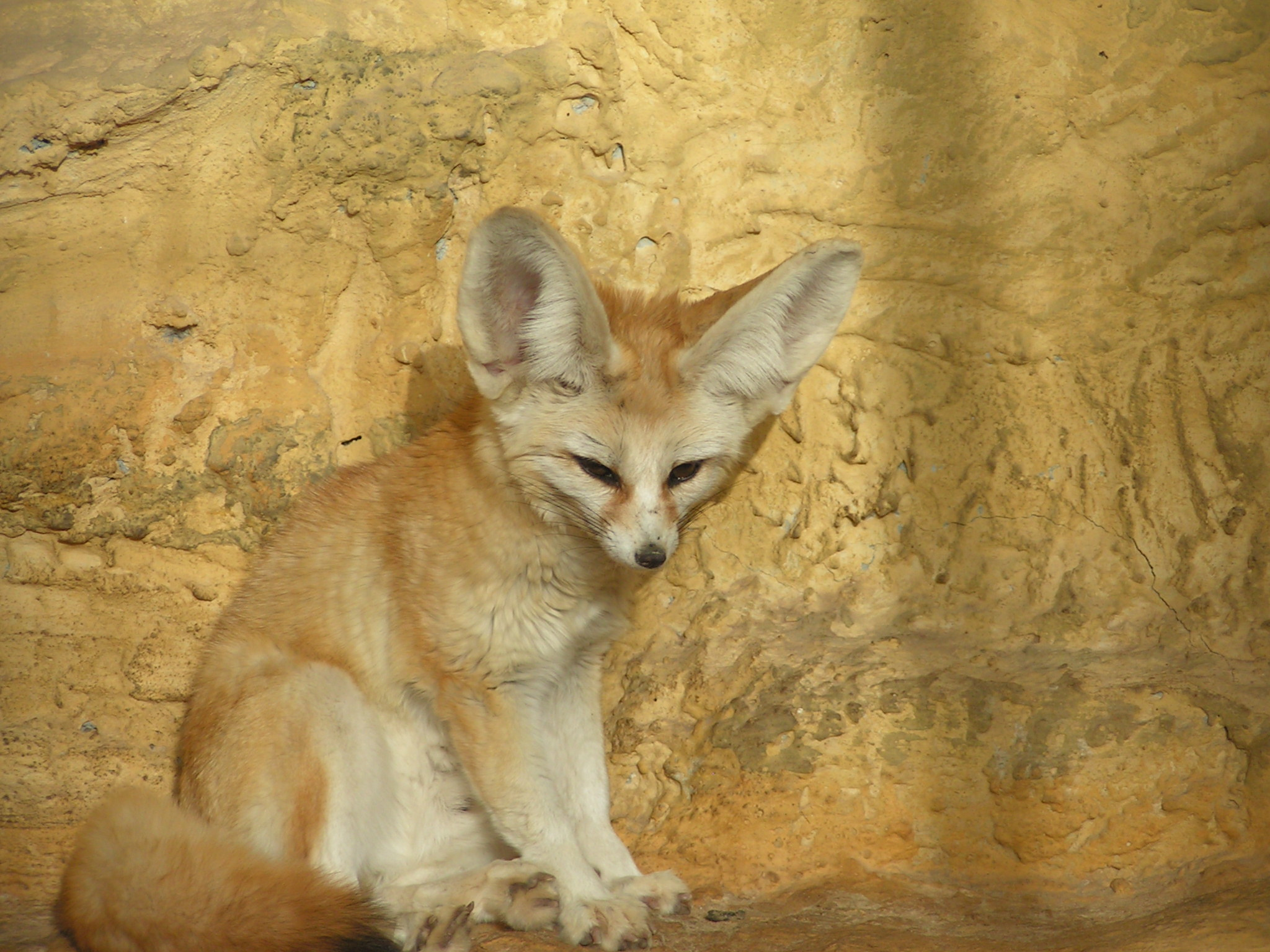
الفنك
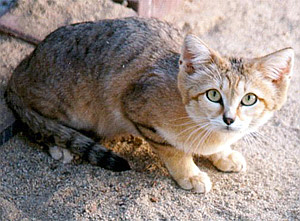
قط الرمال
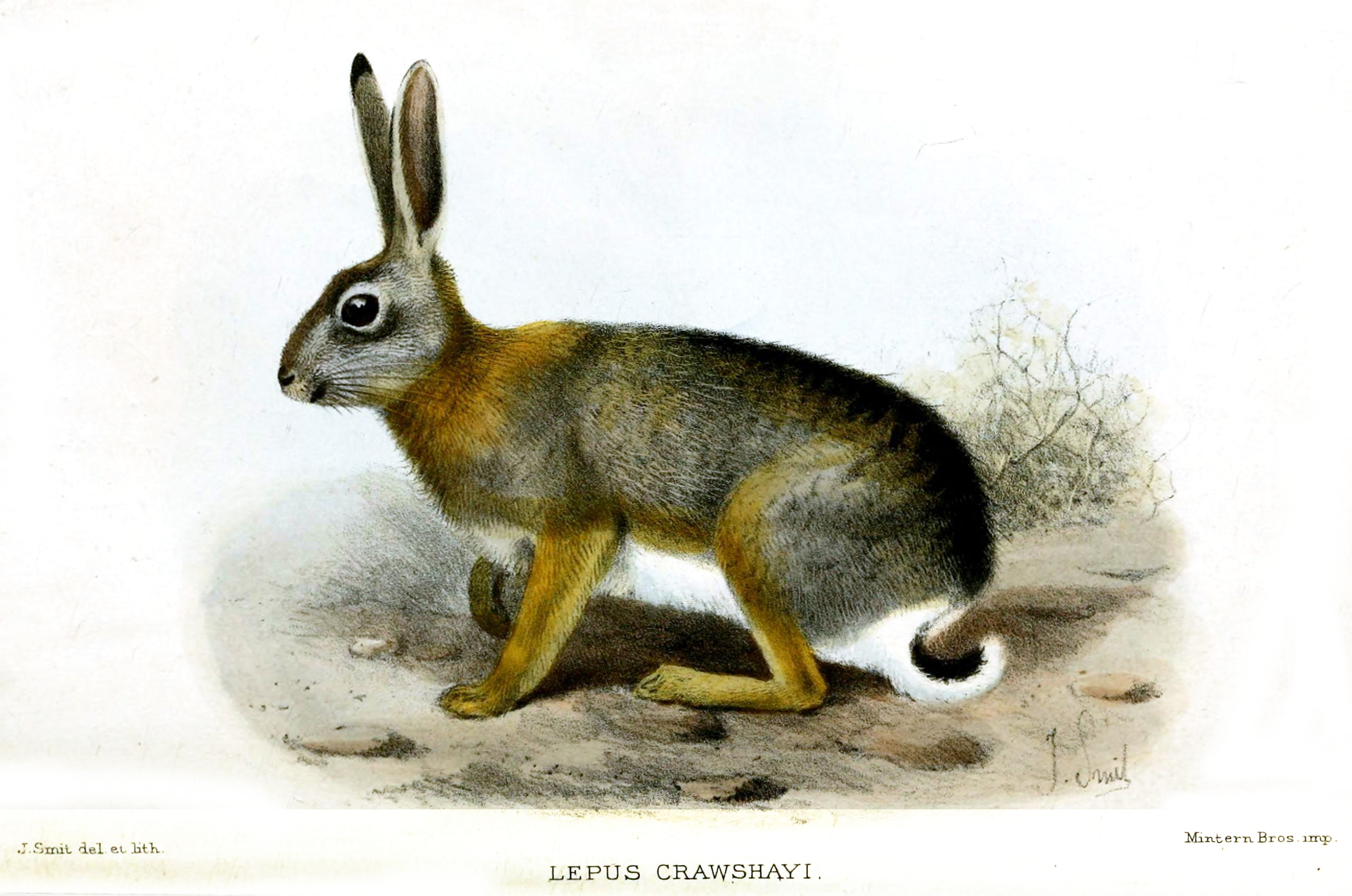
أرنب سافانا أفريقيا
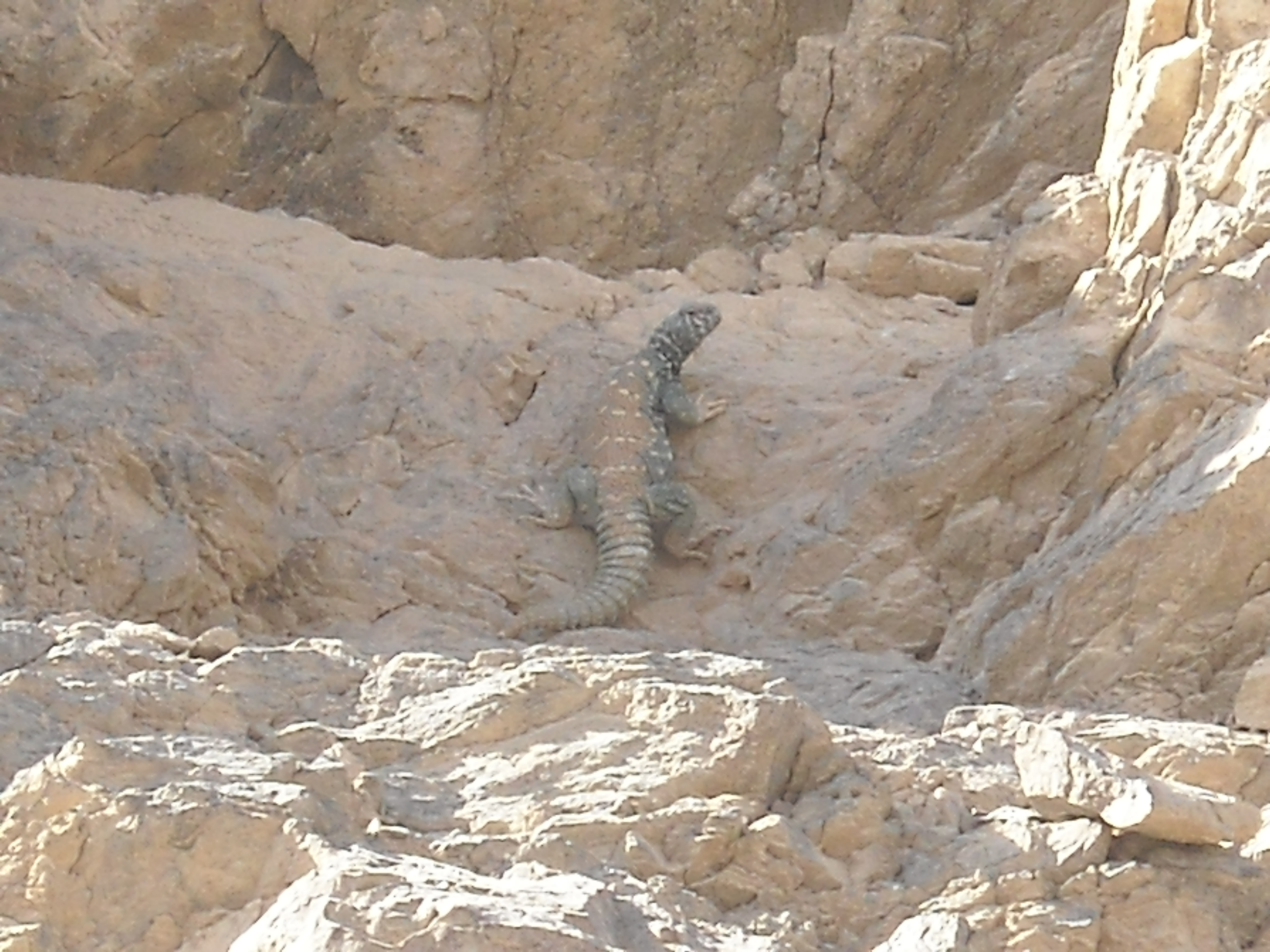
الضب
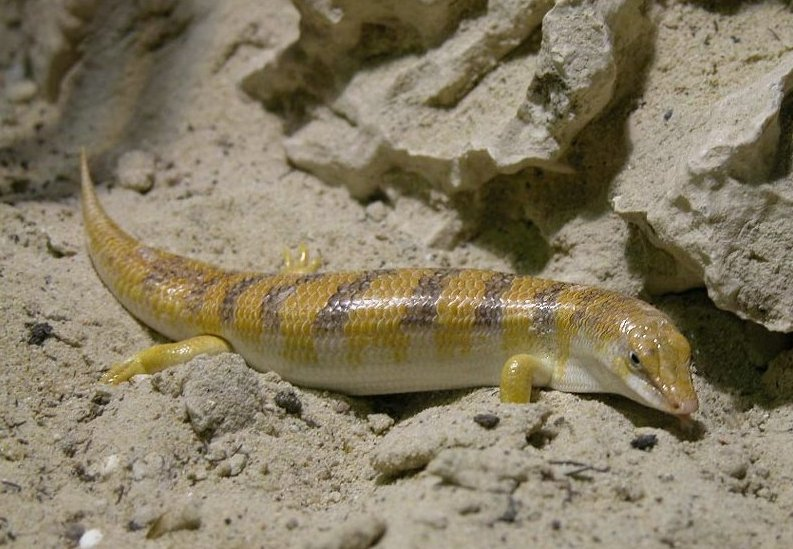
سمك الرمل

من بين طيور المنطقة يوجد عصفور الدوري (بوعلي) والعصفور الأندلسي (بوتكلم) وبعض الجوارح مثل الباز الشمالي (الباز) والصقر الوكري (صقر) والبومة الصغيرة (بومة).
خلال العقود الأخيرة أو حتى مئات السنين، أفيد انقراض العديد من الأنواع الحيوانية وذلك بسبب الجفاف وقلة الفرائس كما هو حال النعامة ·  والفهد على سبيل المثال.

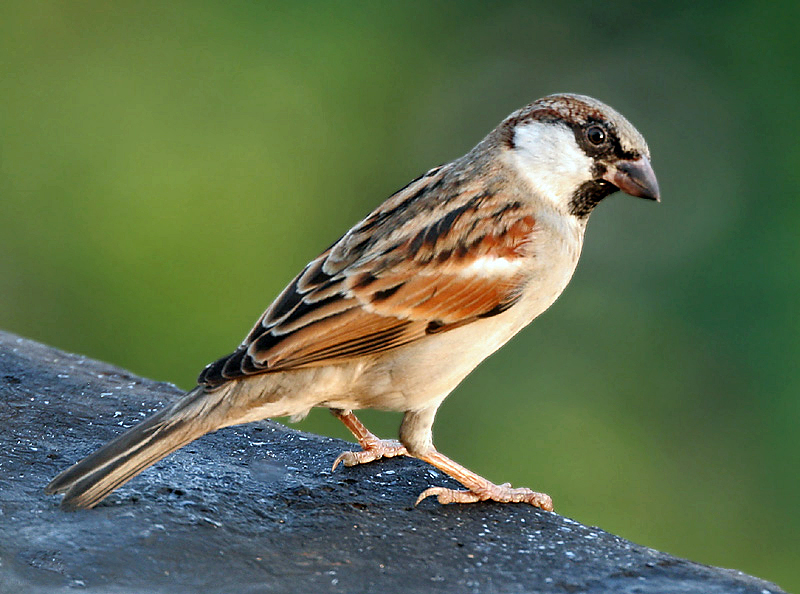
عصفور الدوري
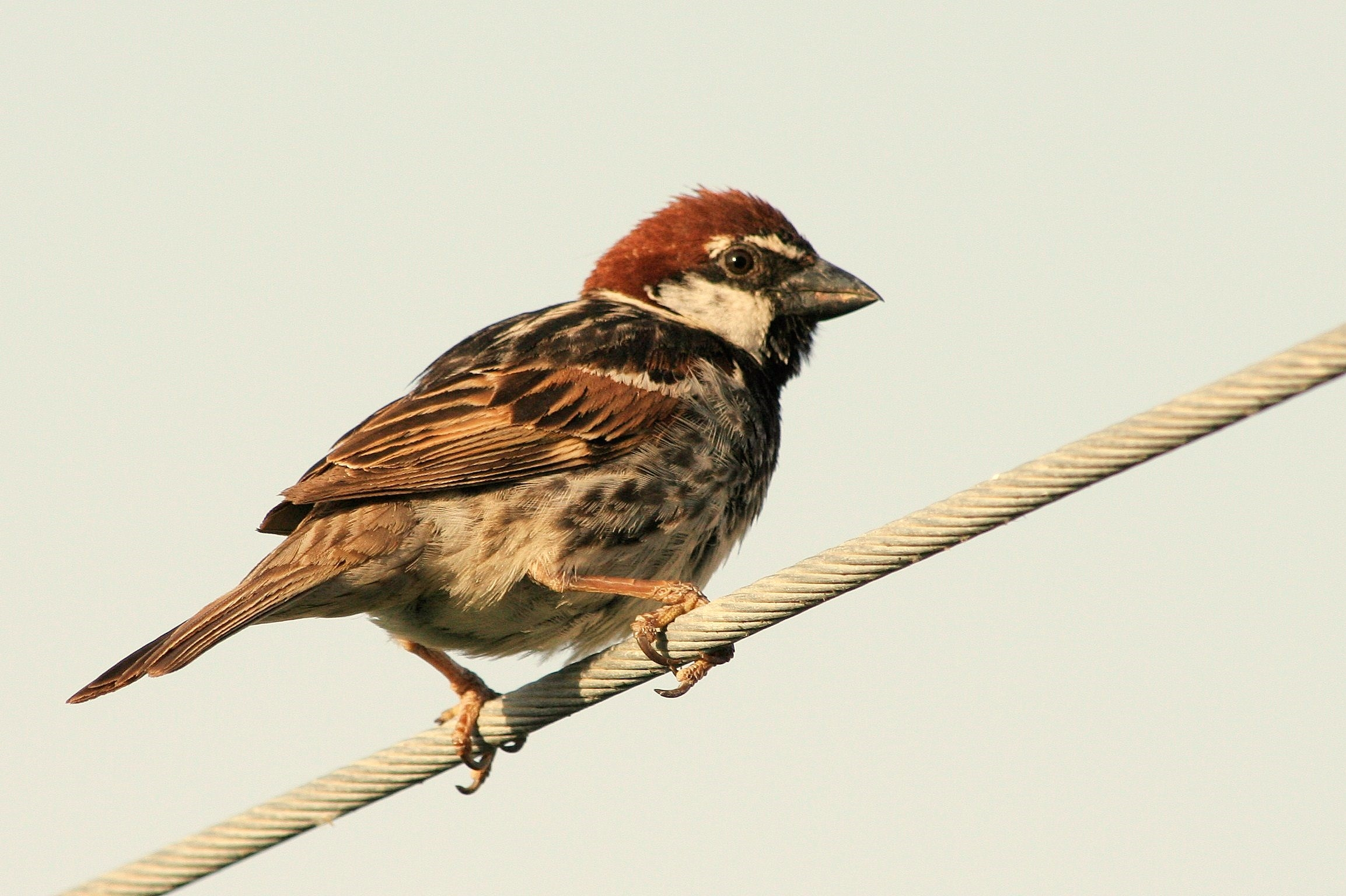
العصفور الأندلسي
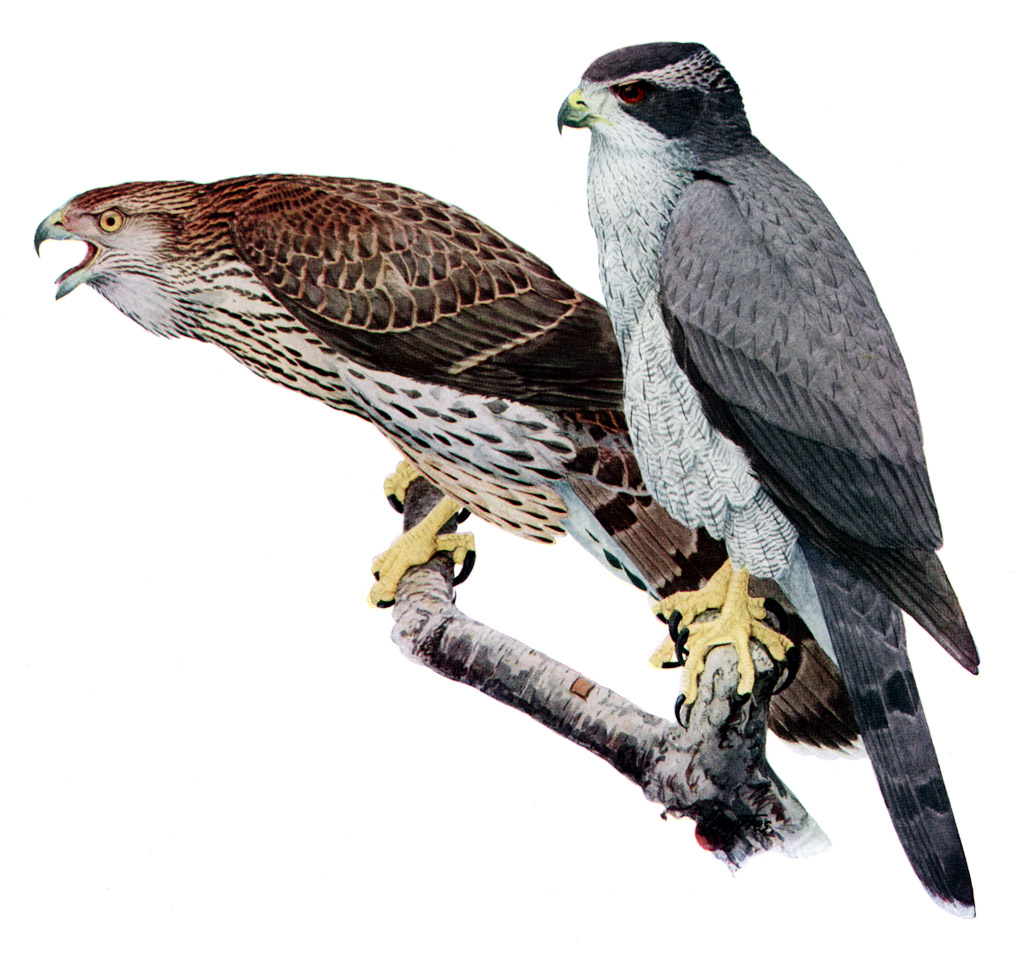
الباز الشمالي
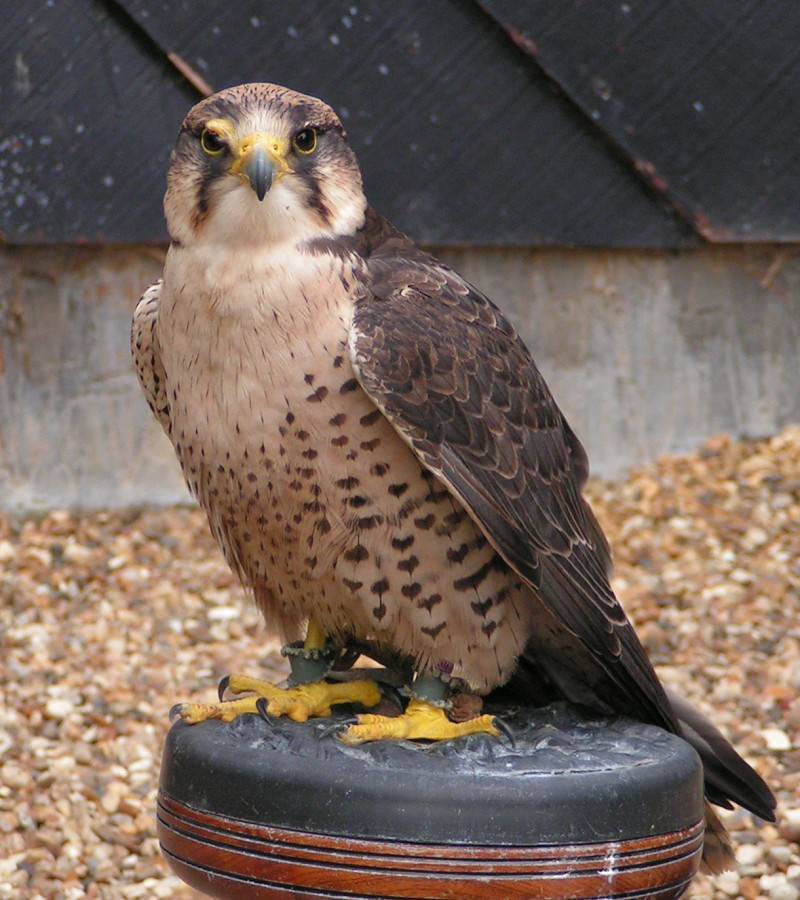
الصقر الوكري
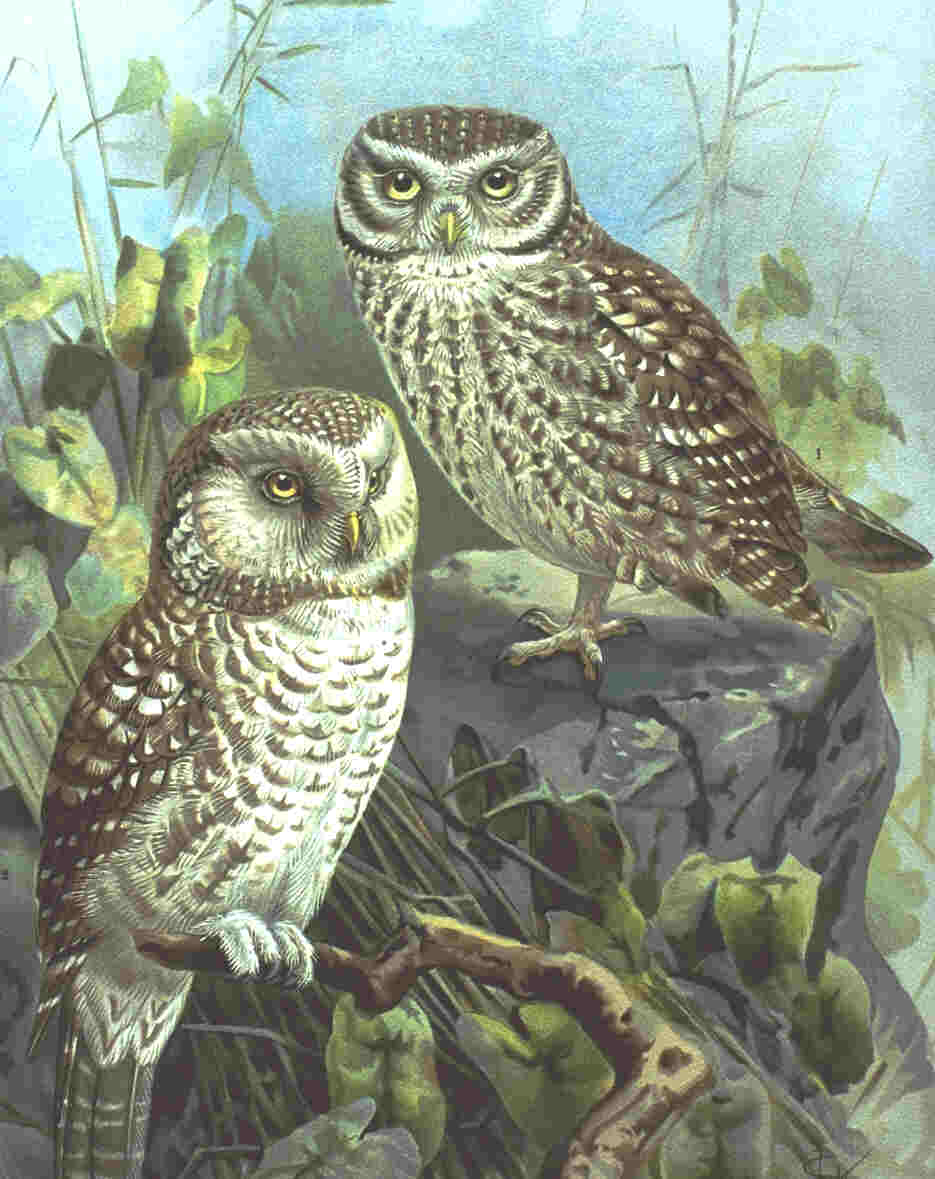
البومة الصغيرة

## التاريخ

### قبل التاريخ

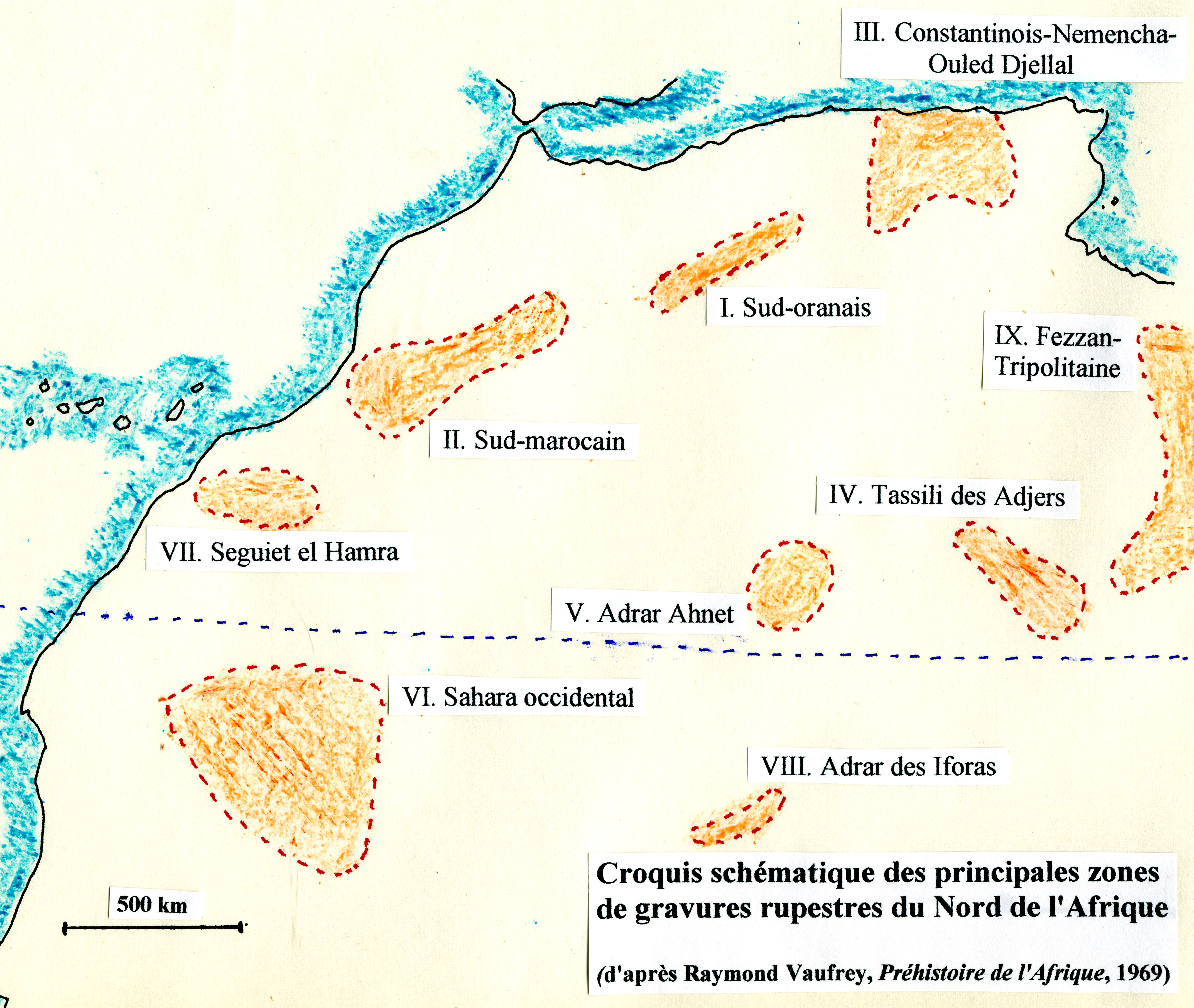
النقوش الصخرية بالجنوب الوهراني (الجزائر)

يعود تاريخ تعمير بني عباس إلى فترات ماقبل التاريخ ويشهد على دلك رسومات منطقة مرحومة.
النقوش الصخرية في المنطقة تعود إلى العصر الحجري الحديث وقد أجريت عليها دراسات وتحقيقات مند العام 1863 على الرغم من قلة شهرتها مقارنة بلوحات تاسيلي الصخرية.
اللوحة الإيديولوجية لمرحومة هي مشهد ذو تعقيد ملحوظ: «مصلي يحمل على رأسه قرص مغلق مربوط بحيوان ثديي ومحاط بحيوان جريح يعلوه شاب ورجل ثعباني الشكل. »
المشاركون يشكلون سلسلة مغلقة؛ صلاة المصلي تقيم صلة بين الحيوان المقدس، الصياد الذي يرمز إليه الرجل ثعباني الشكل والطريدة.

### التاريخ المبكر

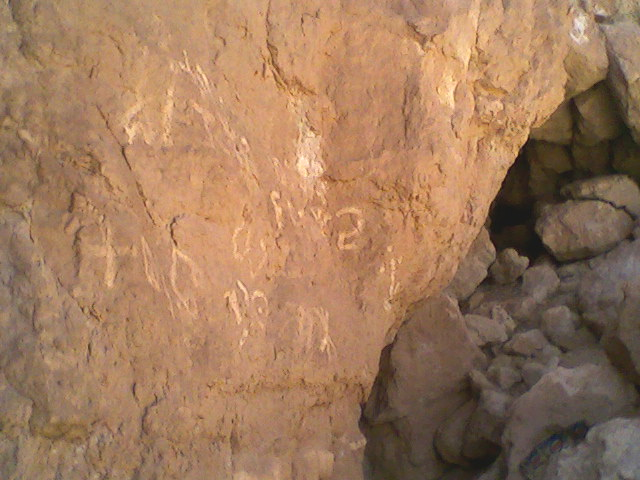
كتابة (تيفيناغ) في مدخل غار الذيبة

القليل فقط من النصوص متوفرة حول هذه الفترة من تاريخ بني عباس إلا أن هناك بعض العناصر الأثرية وأسماء الأماكن:
- الكتابة على مدخل غار الذيبة.
- الأسماء البربرية للأماكن والجبال والبساتين والقصور المجاورة. هذه الأسماء تسبق وصول العرب والإسلام.
- ما تبقى من القصور التي يقال أنه سكنها البربر المتمسحون: موريس كورتييه يشرح في كتابه من ضفة إلى أخرى في الصحراء :«يوجد بالقرب من تامترت بقايا قصر غريبة ومجهولة المنشأ؛ ويطلق عليه هنا اسم «قصبة المسيحيين»، بما أنها تعود لعصور قديمة فهي مثيرة للاهتمام والبحث. في الواجهة وبين الصخور مفتوحة كهوف عميقة والتي يعود تاريخ حفرها واستخدامها إلى فترات ماقبل اليهود والبربر.[28]

### العصور الوسطى
ان أول من سكن منطقة بني عباس هي قبيلة بني حسان من بني معقل ودلك في قصري حارس الليل وغار الذيبة لم يدم بقائهم طويلا حيث انتقلت القبيلة إلى منطقة واد الدرع والساقية الحمراء ثم بعد دلك إلى موريتانيا وذلك خلال القرن الثاني عشر.
يعود تاريخ تأسيس بني عباس الحالية إلى أسطورة سيدي عثمان المدعوا «الغريب» ومرافقه سيد النون فببركة سيدي عثمان ظهرت عين ماء عذب ساهمت في نموا النباتات والأشجار والمراعي.
بعد ذلك ب 40 سنة يقدم المهدي بن يوسف من الساقية الحمراء وهو من بني عباس (أول من سكن المدينة) ليستقر رفقة علي بن مومن من قبيلة عريب الذي جلب معه النخييل من واد الدرع. أسسوا قصر أولاد مهدي الذي سكنه يوسف وسعيد أبناء المهدي بن يوسف ومحمد أبن علي بن مومن.
عاشت المنطقة في سلام وازدهار للزراعة والتجارة ما جلب لها عددا كبيرا من المهاجرين من مختلف المناطق.

خريطة تبين أقصى امتداد لدولة ابن أبي محلي

غادر سيدي علي بن يحيى وأخوه قصر المعيز بفكيك (المغرب) مهاجرين نحو الشرق. سيدي علي بن يحيى الذي كان يرافقه بن عبد الواسع خلفي كان رجل ذو خبرة في الميدان الزراعي، استقر في بني عباس أين أسس قصر أولاد رحو الذي سكنه إبناه مولاي ورحو. أخوه أسس زاوية بشروين بمنطقة قورارة.
بعد فترة، يقدم موسى بن علي من تمنطيط وقيل من قورارة ليستقر ببني عباس خلال القرن الرابع عشر. على الأرجح قدومه كان من تمنطيط ولكن قبيلته قبل أن تستقر بتمنطيط جاءت من قورارة.
عام 1593 أستقر الانقلابي المغربي أحمد بن عبد الله بن قاصي (أبو محلي) ببني عباس. الرحالة العياشي ذكر في مخطوطه الرحلة العياشية 1662 : «... وبأحد قراها (بني عباس) كان
سيدي أحمد بن عبد الله بن أبي محلى القايم فيما مضى وها هنا كان ابتداء قيامه وداره إلى الآن معروفة.»
وقد سقطت مراكش في يده ليتخذها عاصمة لدولته عام 1610 م، لكن حكمه لم يدم طويلا ليسقط على يد السعديين عام 1613.

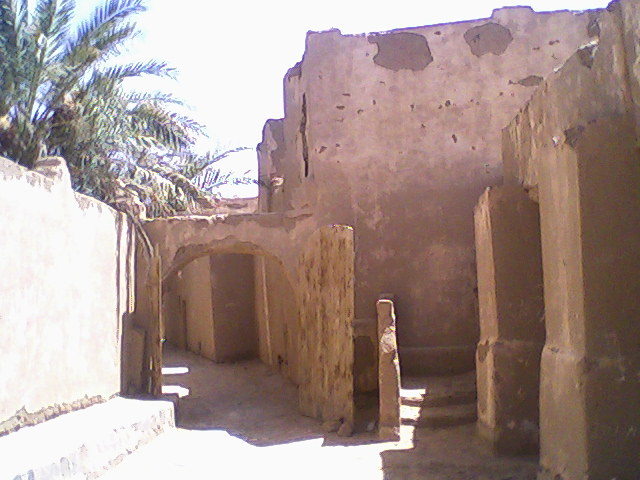
أحد مداخل القصر القديم ببني عباس

التطور المستمر للمنطقة وازدهارها جلب لها العديد من الأعداء، من بينهم الغنانمة. فترة طويلة من الغارات دفعت العبابسة لتقديم شكوى ضد الغنانمة أمام ملك فاس. غادر جنود المخزن (المخازنية) فاس باتجاه بني عباس، في طريقهم مروا بزاوية من لا يخاف بتافيلالت أين إصطحبهم المرابط محمد بن عبد السلام. لدى وصول المخزن إلى بني عباس قام بدحر الغنانمة.
العبابسة الذين كانوا يسكنون في قصور متفرقة طلبوا من محمد بن عبد السلام أن يستقر معهم لتدريس القرآن، وافق هذا الأخير بشرط أن يشيد قصر جديد موحد قوي التحصين وبقلب واحة النخيل (القصر القديم) وهو الشيء الذي وافق عليه السكان تاركين اختيار الموضع له. تم بناء قصر محصن داخل واحة النخيل وذلك مطلع القرن 18.
بعد ذلك بقليل، يقدم طالب بلقاسم بن عبد الله من تمنطيت ليستقر ببني عباس. يشكل مجموع المنحدرين من الشخصيات المذكورة بالإضافة إلى الحراطين ما يسمى بالعبابسة.

### التاريخ المعاصر
الاحتلال الفرنسي
احتلت بني عباس من قبل الفرنسيين في 1 مارس 1901، وصل إليها الجنرال ريسبورغ (ضابط قائد فرقة وهران وهي فرقة مشاة من الجيش الفرنسي وهي بدورها جزء من الفيلق 19 المتمركز بالجزائر) في اليوم الموالي.
ينص قانون 30 مارس 1902 على إنشاء خمس فرق صحراوية بقيادة ضباط شؤون الأهالي. فرقة الساورة في بني عباس كانت مدعمة بستة ضباط ومئتين وإثنين من ضباط الصف والهجانة وتنقسم إلى فصيلة للقيادة وثلاثة فصائل للهجانة.
في عام 1904 تم إنشاء فرقتين صحراويتين واحدة في بني عباس والأخرى في كولومبشار. وكان القصد من إنشاء هذه الفرق هو التنظيم الدفاعي للحدود الجزائرية-المغربية.
إقامة شارل دو فوكو
استقر الأب شارل دو فوكو في بني عباس في أكتوبر 1901 حيث شيد بمساعدة الجنود الفرنسيين المتواجدين بالمكان «خاوة» مكونة من غرفة للضيوف، مصلى وثلاثة هكتارات من الحدائق التي اشتراها بمساعدة ماري دي بوندي. تم الانتهاء من بناء مصلى الكنيسة في 1 ديسمبر 1901. كانت تحكم حياة الأب شارل قاعدة صارمة: 5 ساعات للنوم، 6 ساعات من العمل اليدوي تتخللها فترات طويلة للصلاة. مع ذلك يستغرق وقتا طويلا للاستماع إلى الفقراء والجنود الذين يأتون لرؤيته بكثافة · . وصف لجبريل طورديس حالته المزاجية قائلاً:«أعيش من عمل يدي، غير معروف للجميع، فقير، وأتتمتع بعمق الظلام، الصمت، الفقر وتقليد المسيح فالتقليد جزء لا يتجزأ من الحب. أيا كان المحب فهو يريد أن يقلد محبوبه، هذا هو سر حياتي. كاهن منذ شهر جوان الماضي، شعرت بداعي للانتقال باكراً إلى الخراف الضالة وللنفوس المهجورة في معظمها، لأداء واجب الحب تجاههم. أنا سعيد، جد سعيد، بالرغم من أنني لا أبحث عن السعادة في أي شيء.»

المنطقة حيث توجد بني عباس

في 9 جانفي 1902 أعتق شارل أول العبيد وسماه يوسف القلب-المقدس. كرس جزء من سنة 1902 للمراسلات مع المحافظ الرسولي للصحراء المطران غيران بخصوص كفاحه ضد العبودية في الهقار. في العام الموالي فكر في القيام برحلات إلى المغرب وتشييد أخوة به وقال أنه يود مرافقين يطلب منهم ثلاث أشياء: «أن يكونوا مستعدين أن تقطع رؤوسهم - مستعدين للموت جوعاً - طاعته على الرغم من عدم جدارته».
في 27 ماي 1903 زار المطران غيران شارل دو فوكو في بني عباس. بحث شارل عن رفيق من أجل التنصير وطلب الذهاب جنوباً لتحضير لذلك. اهتم القائد فرونسوا هنري لابيرين بمرافقة شارل دو فوكو وحاول أن يستقدمه معه في جولته التموينية نحو الجنوب. ·  أظهر شارل قبولاً كبيراً وذلك لما أبداه فرونسوا هنري لابيرين من استخدام أساليب أقل عنفا بكثير من سابقيه. في 18 جوان 1903 طلب شارل من المطران غيران الإذن بمرافقة لابيرين ولكن تمرد القبائل ضد الوجود الاستعماري جعل هذا الأمر مستحيل. بعد علمه باندلاع هذا الصراع، انتقل شارل في 2 سبتمبر 1903 إلى الجنوب لانقاذ جرحى القتال في معركتي تاغيت والمونغار. عاد شارل وكتب مقدمة قصيرة للتعليم المسيحي سماها الإنجيل مقدماً لفقراء الصحراء الزنوج. في وقت لاحق طلب منه فرونسوا هنري لابيرين مرافقته في جولته التموينية الموالية نحو الجنوب، كتب له الأب هنري هوفلين:«إذهب حيث تدفعك الروح».
13 جانفي 1904 ذهب شارل في رحلة تموينية باتجاه الجنوب نحو الهقار · . في 1 فيفري 1904 وصل شارل ورفاقه إلى واحة أدرار حيث انضموا إلى القائد لابيرين لتستمر الجولة باتجاه أقبلي. دون شارل جميع المواقع المحتملة للاستقرار. قام بجمع معلومات عن لغة الطوارق وذلك بالتقرب من سكان جنوب الصحراء الوسطى وبدأ ترجمة الإنجيل من أجل التمكن من تقديمه للطوارق.
اكتشف شارل موقف بعض العسكريين الاستعماريين الذين خيبوا أمله ·  · . عند محاذات الحدود الجزائرية التي كانت في طور الاستقرار توجب على الرحلة التموينية العودة باتجاه تيط التي تمنى شارل الاستقرار بها لكن القائد لابيرين رفض ذلك. انتهت الجولة في سبتمبر إلى عين صالح. التحق شارل بالمطران غيران في 22 سبتمبر 1904 وعاد إلى بني عباس في 24 جانفي 1905.
قرر الجنرال لوي هوبير گونزالف ليوطي المعين في الجزائر والمفتون بشارل دو فوكو زيارة هذا الأخير في بني عباس بتاريخ 28 جانفي 1905 ومن هذا اللقاء نشأت صداقة متبادلة وإعجاب ليوطي بشارل. كتب شارل خلال هذه الفترة تأملات في الأناجيل المقدسة. في أفريل 1905 توسل القائد لابيرين شارل دو فوكو للذهاب معه في جولة إلى الهقار. بعد طلب نصيحة من المطران غيران والأب هوفلين شارك من جديدة في الجولات التموينية · . انطلق في 8 جوان 1905 مواصلاً حياته التعبدية مع تعلم طاماهاك في نفس الوقت. يوم 25 جوان 1905 التقى الأمنوكال (شيخ القبيلة) موسى اغ أمستان والذي قرر التحالف مع الفرنسيين. اكتشف شارل دوفوكو وموسى اغ أمستان بعضهما وقدر بعضهما البعض ونشأ عن لقائهما صداقة قوية. سمح الطوارق لشارل دو فوكو بالاستيطان في الهقار وهو ما ذهب من أجله شارل إلى تمنراست.
حركة التحرر الوطنية
كانت بني عباس في منطقة الساورة مركزاً مهماً للحركة الوطنية ففي عام 1921 هاجر سعدون المولود في بني عباس إلى فرنسا حيث إنضم إلى حزب نجم شمال إفريقيا ليعين في 2 جويلية 1926 عضواً باللجنة المركزية للحزب.
منذ أواخر الثلاثينات كانت بني عباس منفى للعديد من الشخصيات السياسية والتاريخية الجزائرية من أمثال فرحات عباس، محمد ممشاوي، عبد القادر الياجوري والشيخ سليمان بوجناح وبن علي بوقرط وغيرهم الكثير.
في نهاية عام 1947 قدم الشيخ التوهامي (مناضل بحزب حركة انتصار الحريات الديمقراطية) من بشار إلى بني عباس من أجل تأسيس مكتب لحزبه السياسي. لم يتردد العبابسة الذين إحتكوا بالشخصيات المنفية عندهم من الالتحاق بالحركة. استمر المكتب المكون من تهامي الطيب، طرابلسي بوفلجة، عبد الله بن الشيخ وبن علال عبد الرحمان في العمل حتى عام 1954 وهو التاريخ الذي تحول فيه أغلب المناضلين إلى حزب جبهة التحرير الوطني. شارك العبابسة في ثورة التحرير الوطنية.
في 11 نوفمبر 1955 تكتشف السلطة الفرنسية أسماء الأشخاص الضالعين في النضال، تم سجن الأعضاء في بني عباس في حين نقل المسؤولون إلى بشار حيث حوكموا من ثم نقلوا إلى سجن سركاجي. بعد إطلاق سراح الاعضاء استمروا في النضال مع عثماني زيان سكرتير محمد يعقوب وطرابلسي بوفلجة الذي نجى من الاعتقال.
بعد تطبيق فرنسا لسياسة المحتشد في بني عباس وسياسة الترهيب في بعض القصور المجاورة، قام شيكيمي مبروك بتفجير قنبلة وسط مجموعة من الجنود الفرنسيين كانتقام من سياسة فرنسا بالمنطقة. تم توقيفه وإعدامه دقائق فيما بعد. نتيجة لذلك فر منتسبوا الجيش الفرنسي من أبناء المنطقة للالتحاق بجيش التحرير الوطني وذلك في مجموعتين، الأولى بقيادة علا بن الهاشمي والتي تمكنت من الفرار مع كمية من السلاح والذخيرة. المجموعة الثانية بقيادة سلام علي تم توقيفها في بشار. تمت إعادة تنظيم القاعدة العسكرية لجيش التحرير الوطني في حاسي علي بقيادة الحاج شبير والذي فر بدوره من الجيش الفرنسي · .
أكتوبر 1957 طرد سكان القصر القديم من قبل القوات الفرنسية بسبب أنشطة المجاهدين. توجب على السكان بناء قصر جديد.
بعد 1960 عرفت المدينة عدة زيارات لمحمد شريف مساعدية الذي كلف رفقة ضباط آخرين تحت قيادة عبد العزيز بوتفليقة الملقب آنذاك ب السي عبد القادر المالي بفتح جبهة مالي من أجل تنفيذ عمليات عسكرية ضد مصالح فرنسا ومكافحة إستراتيجية فصل الصحراء عن باقي الجزائر · .
شارك أعضاء جيش التحرير الوطني من أبناء المنطقة في العديد من المعارك ضد فرنسا وقدموا الكثير من الشهداء، نذكر منهم: تهامي الطيب، بلقاسم امحمد، مازوزي الشيخ، بلغيت حميدة، حمدي أحمد وأخرون كثير.
الحركة العلمية
بدأ الجيولوجي الفرنسي-الروسي نيكولاس منشيكوف (حوالي 1900 - 1992) أبحاثه في المنطقة خلال عشرينات القرن العشرين. تم أنشاء مركز بحوث الصحراء (C.R.S) عام 1942 والذي أصبح منشيكوف مديراً له لعدة سنوات.
عام 1946 قام مكتب البحث عن البترول (B.R.P) بالتعاون مع الحكومة العامة للجزائر بإنشاء الشركة الوطنية للبحث واستغلال النفط في الجزائر ومقرها الرئيسي في حيدرة بالجزائر العاصمة. مع إنشاء هذه الشركة بدأت الأبحاث الجيولوجية عام 1948 بالتعاون مع شركة البترول الفرنسية في منطقة بني عباس، تيميمون وعين صالح ولكن دون جدوى.
عام 1972 إدارة مركز بحوث الصحراء الذي أسسه المركز الوطني لبحوث الصحراء (C.N.R.S) حالياً (المركز الوطني للأبحاث في المناطق الجافة) تم نقلها من السلطات الفرنسية إلى السلطات الجزائرية وهو يتبع منذ ذلك الوقت لجامعة العلوم والتكنولوجيا هواري بومدين (باب الزوار-الجزائر)
بعد الاستقلال
رافق إعلان استقلال الجزائر في 5 جويلية 1962 رفع العلم الجزائري في بني عباس مع الإبقاء على القوات الفرنسية في المدينة وفقا لاتفاقيات إيفيان ووقف إطلاق النار · . تأسست مندوبية للمجاهدين في بني عباس كان علا بن الهاشمي مسؤولها السياسي رفقة مسؤولين عسكريين.
بين عامي 1961 و 1965، سجلت وكالة الصحراء نشاطها متممتاً نشاط (O.C.R.S) وقامت بإنشاء 1.000 كلم إضافية من الطرق خاصة في المقاطع بني عباس-أدرار، تقرت-الواد وعين أمناس-العادب.
في أكتوبر 1962 استقر في بشار فوج المشاة الخارجية الثاني المتاح لقيادة المواقع العسكرية في الصحراء (السلاح النووي والتجهيزات الفضائية بحماقير).
الإدارة السياسية للمدينة كانت جزائرية وتم تعيين بن سعيد مختار كأول عمدة لها، استمر في منصبه حتى عام 1967 وهو تاريخ تنظيم أول انتخابات للمجالس الشعبية البلدية.
في عام 1963، تم إنشاء سرية في بني عباس وأخرى في تبلبالة انطلاقاً من فوج بشار. في عام 1967 أخلت فرنسا أربع منشآت عسكرية فرنسية ظلت نشطة في الصحراء بعد الاستقلال باستثناء B2-الناموس، بعد هذا تم سحب القوات المتمركزة في بني عباس كذلك.
حتى عام 1971 حكمت المدينة من قبل محمد معمر العروف محليا ب با معمر لتواضعه وقربه من الناس.
من 1976 إلى 1981 وتحت حكم قاسمية بوجمعة المشهور ب المنتصر ·  (توفي 8 جوان 2009) شهدت المدينة بناء جسر عند مدخلها وتشغيل الهوائيات لاستقبال البرامج التلفزيونية.

## الهندسة المعمارية والتخطيط الحضري

### الإسكان والبنية التحتية
تضم بني عباس ما مجموعه 2,392 منزلا، منها 1,716 مسكون وهو ما يعطي نسبة إشغال تقدر بـ 6.3 نسمة لكل مبنى مسكون. ما يقرب 90% من سكان بني عباس مربوطون بشبكة مياه الشرب و 90% أيضا مربوطون بنظام الصرف الصحي. في الصافات يوجد أقدم مسجد في المدينة الجديدة ويرجع تاريخه إلى العام 1957 (مسجد القصر يعود للقرن السابع عشر).

### منظر المدينة
الأحياء التاريخية (الصفات، التلايات، السويقيات) تجمع بين العمارة الإسلامية والمحلية، الهضبة مع مبانيها وواجهة الوادي تمثل العمارة الفرنسية والحديثة.
مقر الدائرة ومنزل سيتروين المشرفين على الهضبة يمثلان العمارة الفرنسية من الحقبة الاستعمارية، مقر مركز البحوث بالمناطق الجافة والمستوصف القديم وحي المستعمرين (المسمى الكرطي) هم شكل لنفس النمط المعماري.
حافظت الأحياء التقليدية على نمطها المعماري التقليدي، بالرغم من أن مساحة المباني تغيرت إلا أن مواد وطريقة البناء بقيت نفسها حتى وقت متأخر، وذلك عندما أدخلت مواد جديدة مثل الأسمنت والطوب.
تم بناء حي السويقيات القريب من قبل اليهود اللذين سكنوه منذ بداية القرن العشرين إلى فجر استقلال الجزائر، هؤلاء اليهود المجلوبون من قبل السلطات الفرنسية التي منحتهم بموجب مرسوم 24 أكتوبر 1870 الجنسية الفرنسية لـ 37,000 من يهود الجزائر.

### المنشآت الدينية

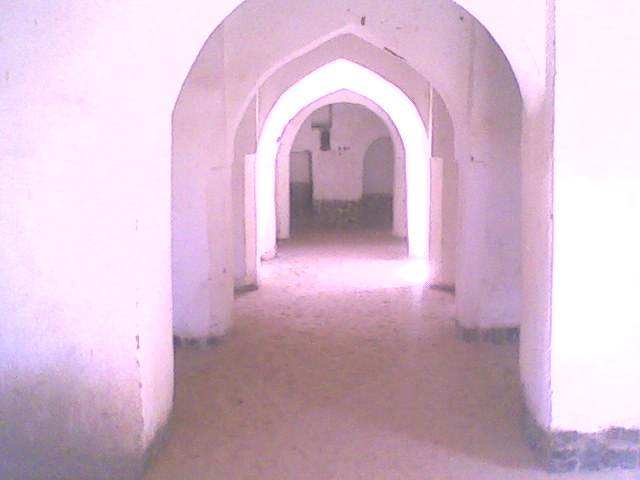
مسجد القصر القديم

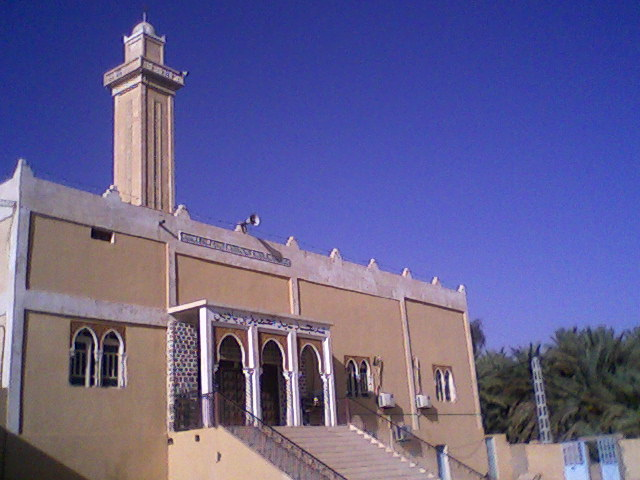
مسجد ابن باديس (حوالي 1990)

كان انسجام الأديان هو القاعدة في بني عباس إذ توجد العديد من أماكن العبادة في المدينة المخصصة للإسلام والمسيحية على حد سواء، أقدم مبنى ديني هو مسجد القصر القديم والذي يعود تاريخه إلى بداية القرن السابع عشر تليه كنيسة الأب شارل دو فوكو (1901).
جميع المباني الدينية الأخرى هي مساجد أو مدارس قرآنية تأسست بعد اخلاء القصر قديم في عام 1957، هناك 5 مساجد عاملة وثلاثة أخرى تحت الإنشاء.

### الأولياء والأضرحة
يوجد في بني عباس العشرات من قبور الأولياء، لكن اثنين فقط لديهما أضرحة.
هناك واليان لجميع العبابسة:
- سيدي عثمان الغريب: قدم من مصر مؤسس بني عباس وصاحب كرامة عين ماء المدينة،[56] قبره في المقبرة التي تحمل اسمه.
- سيدي عبد القادر الجيلاني: وله قبة كانت موجودة حتى أواسط القرن العشرين حيث تم هدمها لبناء المسجد العتيق.

الضريحين الموجودين بالمدينة يعودان إلى:
- سيدي الحاج امحمد بن أحمد: هو ولي صالح من أولاد علي بن موسى وتوجد قبته في مدخل المدينة على الضفة اليمنى لواد الساورة داخل مقبرة قديمة.
- سيدي امحمد بن عبو: ولي صالح من أولاد مهدي وقبته موجودة في المقبرة وعلى الضفة اللتين تحملان اسمه.

هذه قائمة الأولياء على حسب القبائل:
- سيدي عثمان الغريب: كل العبابسة.
- سيدي امحمد بن عبو: أو سيدي أمحمد بن عبد الله (أولاد مهدي)
- سيدي علي بن يحيى: أولاد رحو.
- سيدي الحاج امحمد بن أحمد: أولاد علي بن موسى.
- سيدي رضوان: بني حسان.
- سيدي جبور: الغنانمة.
- سيدي سعيد:
- سيدي محمد بن عبد السلام: أولاد من لا يخاف.[57]

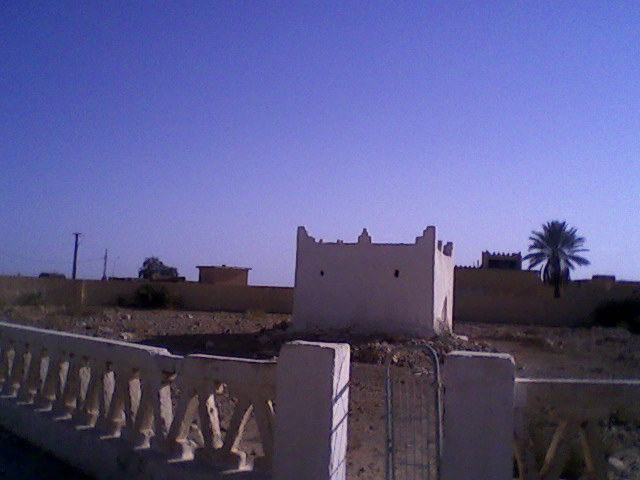
قبة سيدي محمد بن عبو
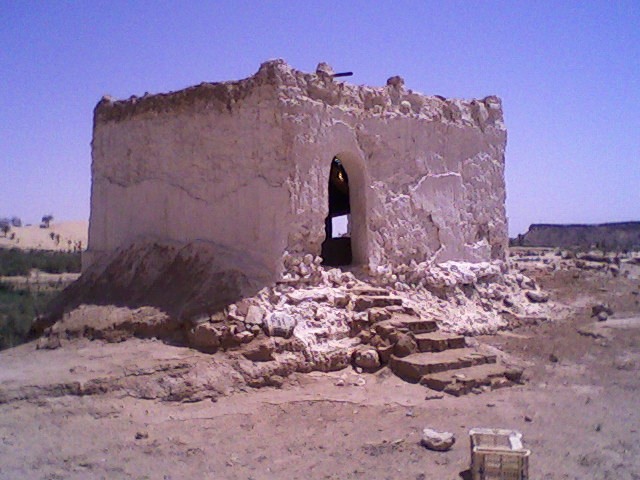
قبة سيدي الحاج امحمد بن أحمد
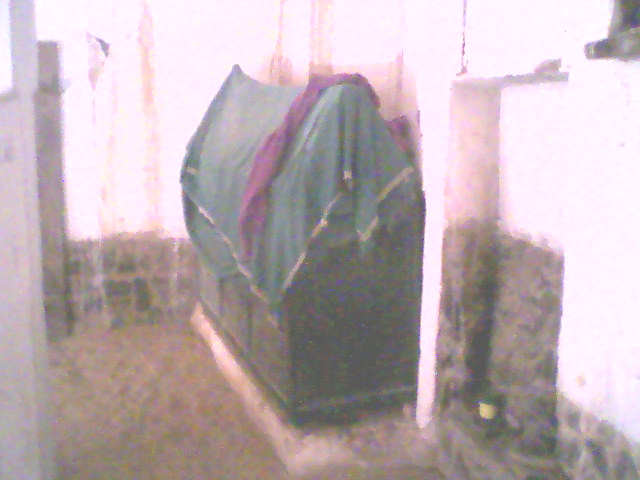
قبر سيدي محمد بن عبد السلام
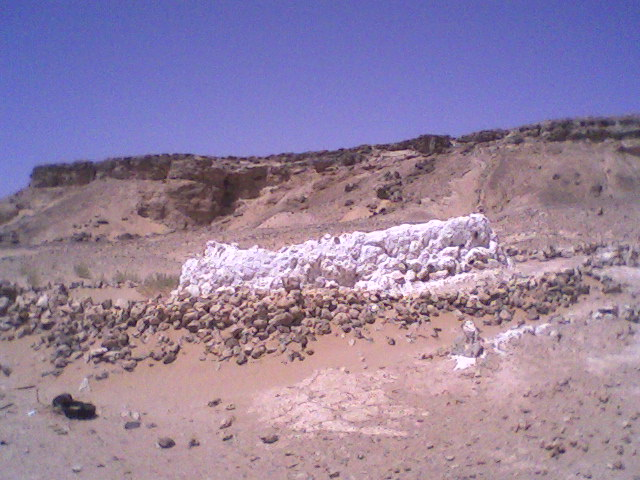
قبر سيدي رضوان

### المقابر
مقبرة سيدي عثمان هو الاسم الشائع لمقبرتين في نفس الوقت، فهو يشير إلى مكان الدفن بالمدينة الحالية ومكان دفن الولي سيدي عثمان الغريب الذي يعتبر أقدم موقع دفن في المدينة (لا يوجد أي معلومات متوافرة عن أماكن دفن بني حسن).
هناك العديد من المقابر القديمة التي يعود تاريخ تأسيسها إلى ما قبل القصر القديم:
- مقبرة سيدي امحمد بن عبو.
- مقبرة سيدي علي بن يحيى.
- مقبرة سيدي امحمد بن أحمد.

ببني عباس مقابر لدفن الأشخاص من مختلف الأديان الإبراهيمية:
- مقبرة مسيحية على الهضبة (بالقرب من العيادة الحالية) بالإضافة إلى مقبرة أخرى في مصلى شارل دو فوكو.
- مقبرة لدفن اليهود.

هناك أيضا مقبرة جديدة مخصصة لشهداء ثورة التحرير الجزائرية عند مدخل المدينة على الجانب الأيسر من الطريق.

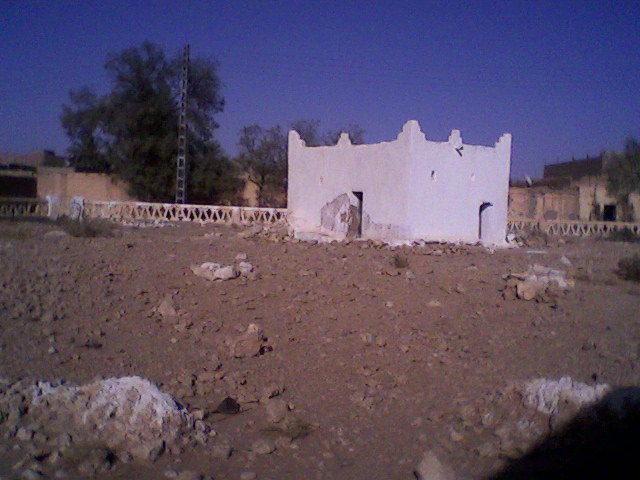
مقبرة سيدي محمد بن عبو
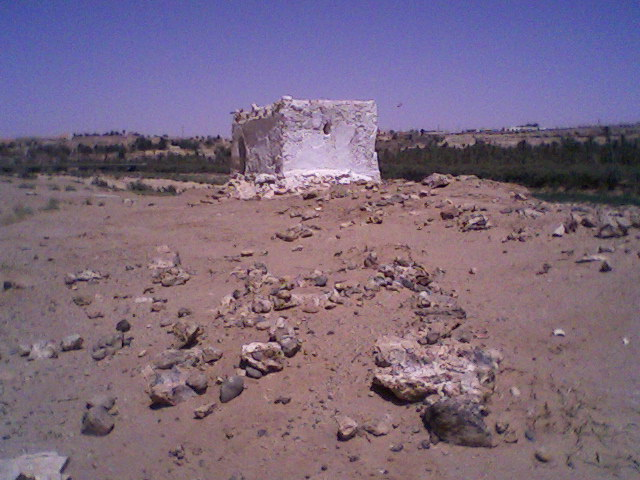
مقبرة سيدي الحاج امحمد بن أحمد
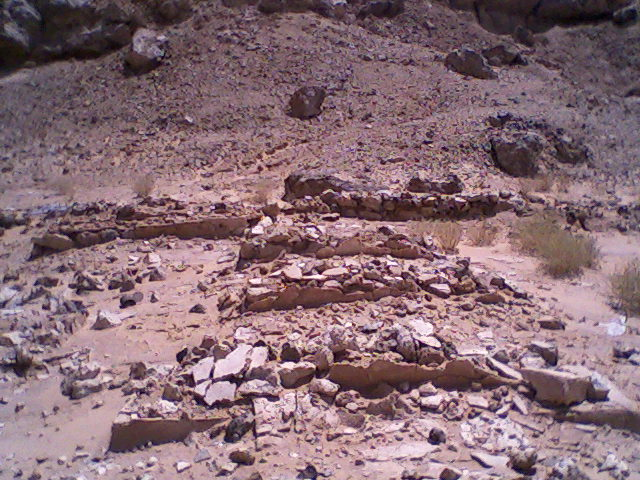
مقبرة اليهود (القرن العشرين)
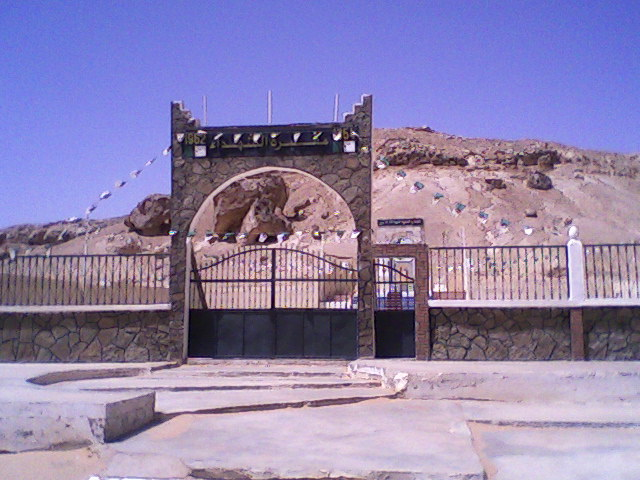
مقبرة الشهداء

## الثقافة

### المتاحف
متحف بني عباس يقع في مركز الأبحاث الصحراوية، تم إنشائه بفضل ثراء هذه المنطقة التي تحتوي على كنوز هامة في دائرة نصف قطرها 50 كيلومترا بأشكال جيولوجية ونباتات وحيوانات مختلفة.
يحتوي المتحف على سبعة أقسام تركز على بني عباس ومنطقتها:
- عصر ما قبل التاريخ.
- بني عباس القديمة.
- التاريخ الطبيعي.
- علم الآثار.
- علم الحشرات.
- قسم النبات.
- قسم الحيوان.

### الموسيقى
الأغاني التقليدية المحلية ببني عباس كالماية والحضرة والمصحوبة بإيقاع الطارة والقلال تغني الشعر العربي المحلي بفولكلور وإيقاعات مختلفة:
- الماية: فلكلور مميز للعبابسة تلعبه مجموعة من المغنين وقارعي الطبول وتنشد فيه أبيات من الغزل والمديح النبوي.[59]
- الحضرة: وتختص بالمديح النبوي لمحمد وأهل البيت

### المهرجانات والأحداث

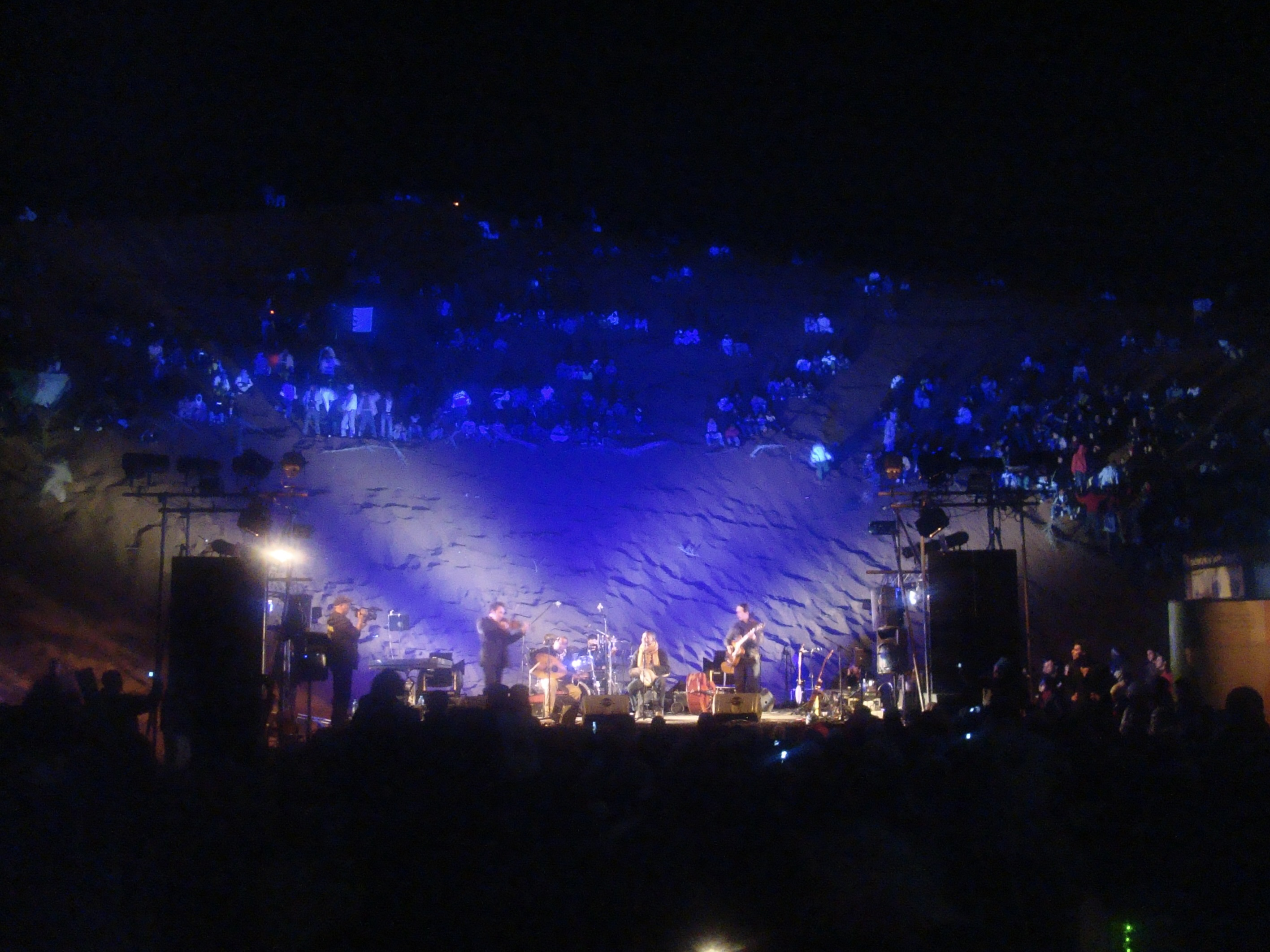
إحدى ليالي مهرجان ليالي الساورة بالكثبان الرملية

إسقبلت بني عباس العديد من المهرجانات والأحداث:
- في منتصف سنوات العشرينات نظمت سيتروين أولى رالياتها للسيارات والذي نظم جزء منه ببني عباس.[60]
- خلال سنوات الثلاثينات نظمت معارض فنية ببني عباس مثل معارض الفنان اندري ايبيتارن عام 1933 و1934.[61]
- تصوير وثائقي عام 1955 بعنوان: بني عباس، العلم في الصحراء.[62]
- تمثيل جزء من فيلم شاي في الصحراء للمخرج الإيطالي برناردو برتولوتشي عام 1990.[63]
- استضافة فرقة السيرك الدولي الكمبودية فار بونلو سيلباك عام 2005.[64]
- استضافة النسخة الثامنة من ماراثون الكثبان عام 2007.[65]
- يوبيل لأستاذ الجيولوجيا جان فابر بين 19 و 21 أبريل 2009[66]
- مكان تمثيل جزء من المسلسل التلفزيوني جحا للفنان حكيم دكار عام 2010.[67]
- المؤتمر الدولي الرابع للأنثروبولوجيا والموسيقى (أفريل 2013).[68]

مهرجان ليالي الساورة هو شراكة بين جمعيتين: هلال الساورة الجزائرية وليالي المزج الفرنسية والتي ترمي إلى تنظيم مهرجان دولي للموسيقى كل سنة ببني عباس، النسخة الأولى منه كانت في ديسمبر 2003/جانفي 2004 · .

### الاحتفال السنوي
ينظم كل سنة في بني عباس احتفال المولد النبوي وهي مناسبة استعراض مواليد السنة الفارطة ورقصات البارود بالبنادق القديمة في ذكرى السلام بين القبائل وتأسيس قصر واحة النخيل. · 
يستخدم العبابسة كما كل المسلمين التقويم القمري لتحديد المناسبات الدينية والمحلية (عيد الفطر، العيد الكبير، عاشوراء، عرفة...) لكن من خلال إعطاء كل شهر تسمية خاصة كما هو مبين أدناه:
| إسم الشهر القمري | الإسم المحلي ببني عباس |
| ---------------- | ---------------------- |
| محرم             | عاشور                  |
| صفر              | تابع عاشور             |
| ربيع الأول       | المولود                |
| ربيع الثاني      | تابعو لول              |
| جمادى الأول      | تابعو الجاوج           |
| جمادى الثاني     | تابعو التالت           |
| رجب              | شهر الله               |
| شعبان            | شعبان                  |
| رمضان            | رمضان                  |
| شوال             | العيد الصغير           |
| ذو القعدة        | بين الأعياد            |
| ذو الحجة         | العيد لكبير            |

### السينما
توجد قاعة سينما واحدة ببني عباس وهي تابعة للبلدية.

## الصحة
يوجد في بني عباس مستشفى (مستشفى محمد يعقوب المدني) وهو واحد من أصل أربعة فقط بولاية بشار، عيادة متعددة الخدمات وغرفة للرعاية الصحية، جناح للولادة بالإضافة إلى خمس صيدليات واحدة منها حكومية وأربعة خاصة.

## التعليم ومراكز البحوث
تضم بني عباس ثمان مدارس ابتدائية، إكماليتين وثانوية تحمل اسم الطبيب وعالم النبات المسلم ابن البيطار، مركز للتكوين المهني وأقسام للتكوين شبه الطبي. لا تضم المدينة مراكز للتعليم العالي.
7.3 ٪ من السكان حصلوا على تعليم جامعي و24.0 ٪ أخرى أكملوا تعليمهم الثانوي. معدل الإلمام بالقراءة والكتابة عموما هو 86.0٪، 91.6٪ بين الذكور (ثاني أعلى معدل في الولاية) و80.4٪ بين الإناث.
المركز الوطني للأبحاث في المناطق الجافة هو محطة البحث الوحيدة بالمدينة وتضم متحفاً (جيولوجيا، علم الحيوان، ما قبل التاريخ...)، حديقة حيوان وحديقة نباتات ومخبر للأبحاث في البيولوجيا.

## المطبخ العباسي
المطبخ في بني عباس هو مزيج غني من ثقافات مختلفة وقد تأثر كثيراً بعادات الطبخ المغربية بالإضافة إلى غناه بالخصوصيات المحلية تميزها أطباق تقليدية متنوعة جدا مثل:
- خبز البصل: بعد تحضير العجينة من الماء والطحين يتم ملؤها بالبصل والطماطم والفلفل الحار (اختيارياً) الممزوجون بالزيت (زيت زيتون من الأفضل)
- الطعام: وهو وجبة شعبية في الكثير من البلاد قد تختلف تسمياتها من الكسكسي أو الكسكس أو العيش أو غيرها لكن طريقة تحضيره الخاصة في بني عباس جعلت منه طبق الاستقبال الرئيسي.
- الرقيق: وهي أوراق من العجين تطهى على صفيح خاص يسمى الطاجين، تترك لتجف مدة من الزمن ثم تكسر هذه الأوراق في صحن ويتم تبليلها بمرق محضر خصيصاً.

## الجمعيات
بدأ تأسيس الجمعيات ببني عباس مع إقرار قانون 4 ديسمبر 1990 وهي أكثر من 60 جمعية ناشطة في مختلف جوانب الحياة نذكر من بين الجمعيات:
- جمعية واروروط الثقافية[80]
- جمعية التنمية والمبادلات بدون حدود
- جمعية الخيمة[81]
- جمعية الامل
- جمعية واحة النخيل
- جمعية الإرشاد والإصلاح

## الديموغرافيا والسكان واللغة

### السكان

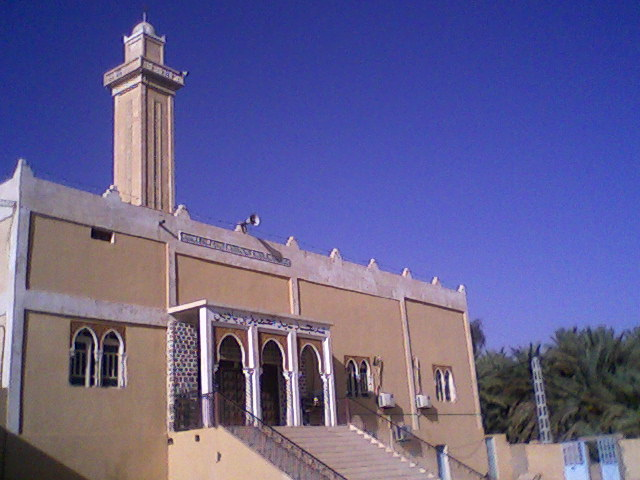
مسجد ابن باديس 1990.

سكان بني عباس كما هو مبين في تاريخها عبارة عن خليط من قبائل مختلفة والتي قدمت من مناطق متباينة. هذه الميزة لا تزال مستمرة حتى اليوم حيث يمكن تمييز أربع مجموعات عرقية رئيسية تعيش في وئام هي:
- العرب: يشكلون غالبية السكان ومنهم القبائل المؤسسة (أولاد مهدي أولاد رحو...)، الشعانبة، الغنانمة، العطاونة.
- الحراطين: هو جزء مهم من السكان، مجموعة من الأفارقة الأصليين استعربوا وأسلموا.
- البربر: أقلية تتكون من المهاجرين القادمين من القرى المجاورة إقلي ومازر.
- الطوارق: أقلية قادمة من أقصى جنوب الجزائر لها خصائص تنفرد بها، الرجال منهم يعملون في وظائف الجزارين والحدادة.

مع مطلع القرن العشرين كان عدد سكان بني عباس أقل من ألف نسمة ولكن مباشرة بعد الاستقلال تزايد عدد سكان المدينة بشكل كبير.
| السنة      | 1866 | 1906 | 1941 | 1998   | 2001   | 2005   | 2009   |
| ---------- | ---- | ---- | ---- | ------ | ------ | ------ | ------ |
| عدد السكان | 600  | 620  |      | 10٬152 | 12٬000 | 11٬450 | 11٬416 |

### اللغة
يقسم سكان بني عباس حاليّا إلى ثلاث مجتمعات حسب اللغة المنطوقة:
- مجتمع ناطق بالعربية يعيش في القصر القديم بقلب واحة النخيل، بالتالي تطوير الكبوري (بالفرنسية: El-Gbouri) وهو لهجة عربية المحلية. المستكشف الألماني غيرهارد رولف (1866) يشرح في كتابه رحلات واستكشافات في الصحراء :«اللغة المستعملة هي الشلحة مع ذلك فهم جميعا يتحدثون ويفهمون العربية.»[86]
- مجتمع ناطق بالبربرية ويعيش في قصر القصيبة.
- مجتمع يتحدث البامبارا وهو مجتمع غير متجانس ولا يعيش في قصر خاص. أعضاء هذا المجتمع لهم بشرة داكنة أكثر من المجتمعات الأخرى.

في الحياة اليومية يستعمل العبابسة عموما لهجة عربية عامية (الكبوري) قريبة من اللغة العربية الفصحى في مفرداتها والتي احتفظت بالكثير من الكلمات والصيغ النحوية البربرية واستخدمت بعض الكلمات من اللغة الفرنسية.

## الإدارة

خريطة الأقاليم الفرنسية بالجزائر (9A~9R) وأقاليم الصحراء 8A (الواحات) - 8B (الساورة) عام 1960.

### التقسيم الإداري
مباشرة عقب الاحتلال الفرنسي للمنطقة وفي إطار الأقاليم الجنوبية أصبحت بني عباس بلدية أهلية ضمن مقاطعة عين الصفراء التي كانت توجد بين 1901 و1957 ·  ·  · . ألحقت تندوف إثر سقوطها بيد الفرنسيين بالبلدية الأهلية لبني عباس حتى عام 1935.
بعد تعويض الأقاليم الجنوبية بالأقاليم الفرنسية بالصحراء عام 1957 أدرجت بني عباس كدائرة بإقليم الساورة الذي كان مركز ولايته ببشار.
مع فجر استقلال الجزائر بني عباس كانت دائرة بإقليم الساورة مع كل من بشار، أدرار، الأبيض سيدي الشيخ، تيميمون وتندوف وهذا حتى عام 1974 أين أصدر التقسيم الإداري الجديد الذي قسم الإقليم إلى ولايتين: أدرار وتضم دائرة تيميمون وبشار وتضم ما تبقى من الدوائر.
بعد التقسيم الإداري الجديد لعام 1984 أعطيت تندوف والبيض رتبة ولاية، بقيت بني عباس دائرة حتى عام 2009 حيث أدرجت ضمن قائمة الولايات المنتدبة.

### قائمة رؤساء بلديات بني عباس
قبل استقلال الجزائر حكم مركز بني عباس:
- النقيب رونو (بالفرنسية: le capitaine REGNAUT)‏ حكم (1901)[92]
- النقيب دوري (بالفرنسية: le capitaine Doury)‏ حكم (1904)[93]
- النقيب باريس (بالفرنسية: le Capitaine Paris)‏ حكم (1935)[94]
- الرائد فافرغيت (بالفرنسية: Commandant Favergeat)‏ حكم [95]

## الاقتصاد
تمارس ببني عباس عدة نشاطات اقتصادية أكبرها السياحة والنشاط التجاري إضافة إلى نشاطات أخرى منها: النشاط الصناعي، النشاط الزراعي، ورشات ومقاولات البناء ونشاط الصناعات التقليدية

### السياحة

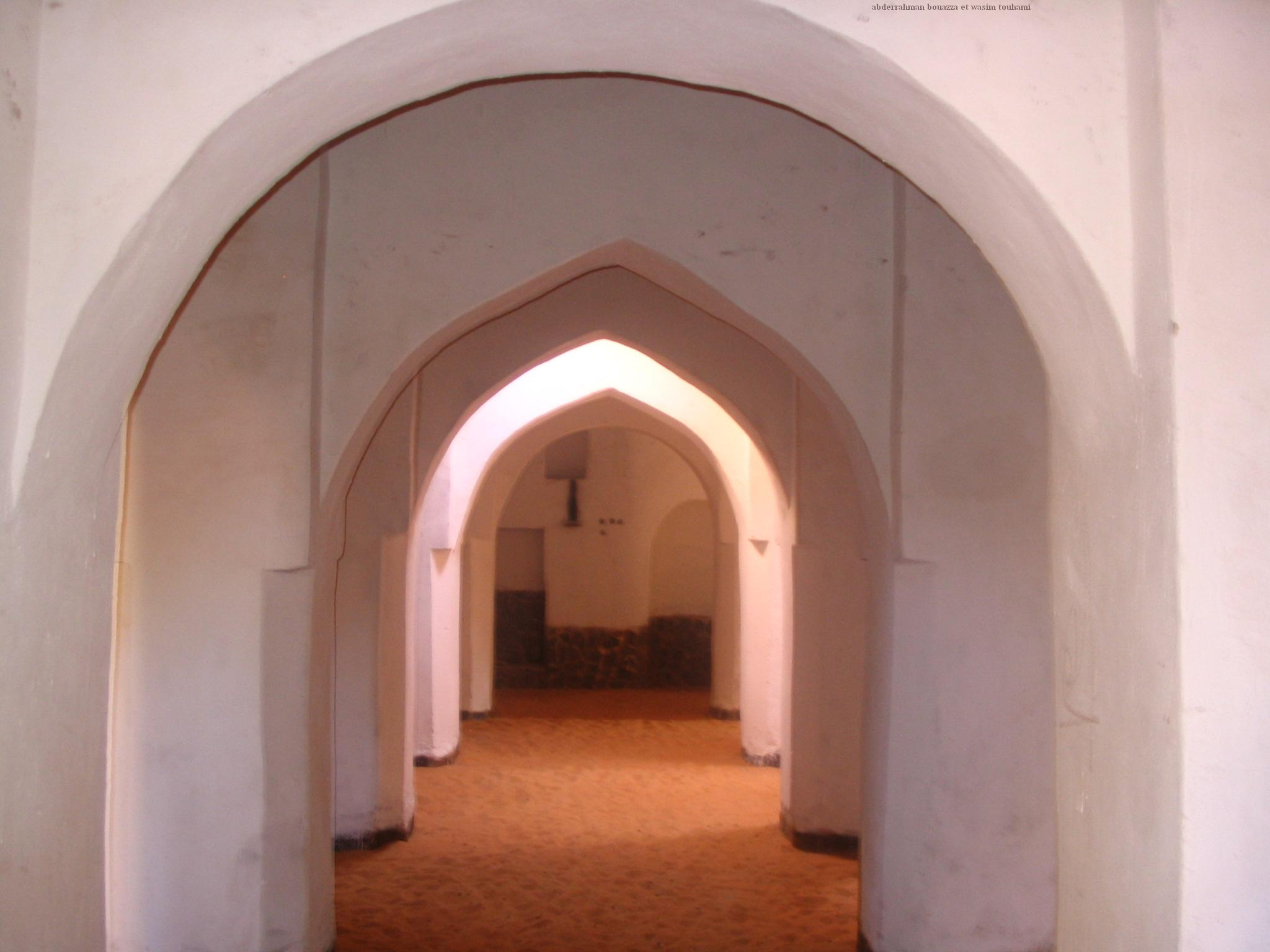
مسجد القصر القديم ببني عباس

السياحة هي أهم قطاع اقتصادي للمدينة إذ يمكننا تمييز عدة إمكانيات سياحية هي:

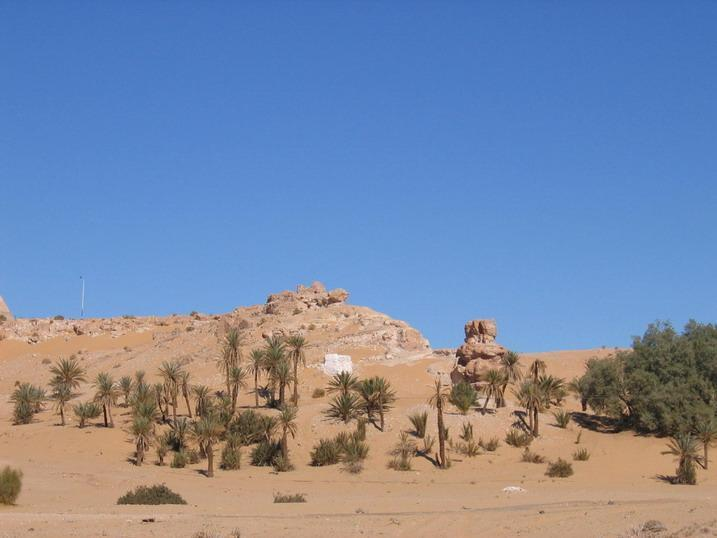
قصر القصيبة ببني عباس.

- السياحة الصحراوية: ركوب الجمال، زيارة العرق الغربي الكبير والعديد من رحلات التمشي.
- السياحة الدينية: الزيارات وبالخصوص المولد النبوي الشريف.
- السياحة الثقافية: مهرجان الموسيقى وتضاهرات ثقافية أخرى.
- السياحة العلمية: الباحثون الذين يترددون على مركز الأبحاث في المناطق الجافة.
- السياحة التضامنية
- السياحة التطوعية: الورشات التطوعية وترميم المعالم الأثرية الذي تقوم به الجمعيات المحلية.
- زيارة القصور: تضم بني عباس سبعة قصور بعضها لا يزال مسكوناً. أجمل هذه القصور هو ذلك الموجود بقلب واحة النخيل (شكله فريد في كامل الصحراء) وقد تم إخلائه بواسطة المستعمر عام 1957، هو يشهد الآن عملية ترميم إثر تصنيفه معلماً هندسياً وطنياً.[98]

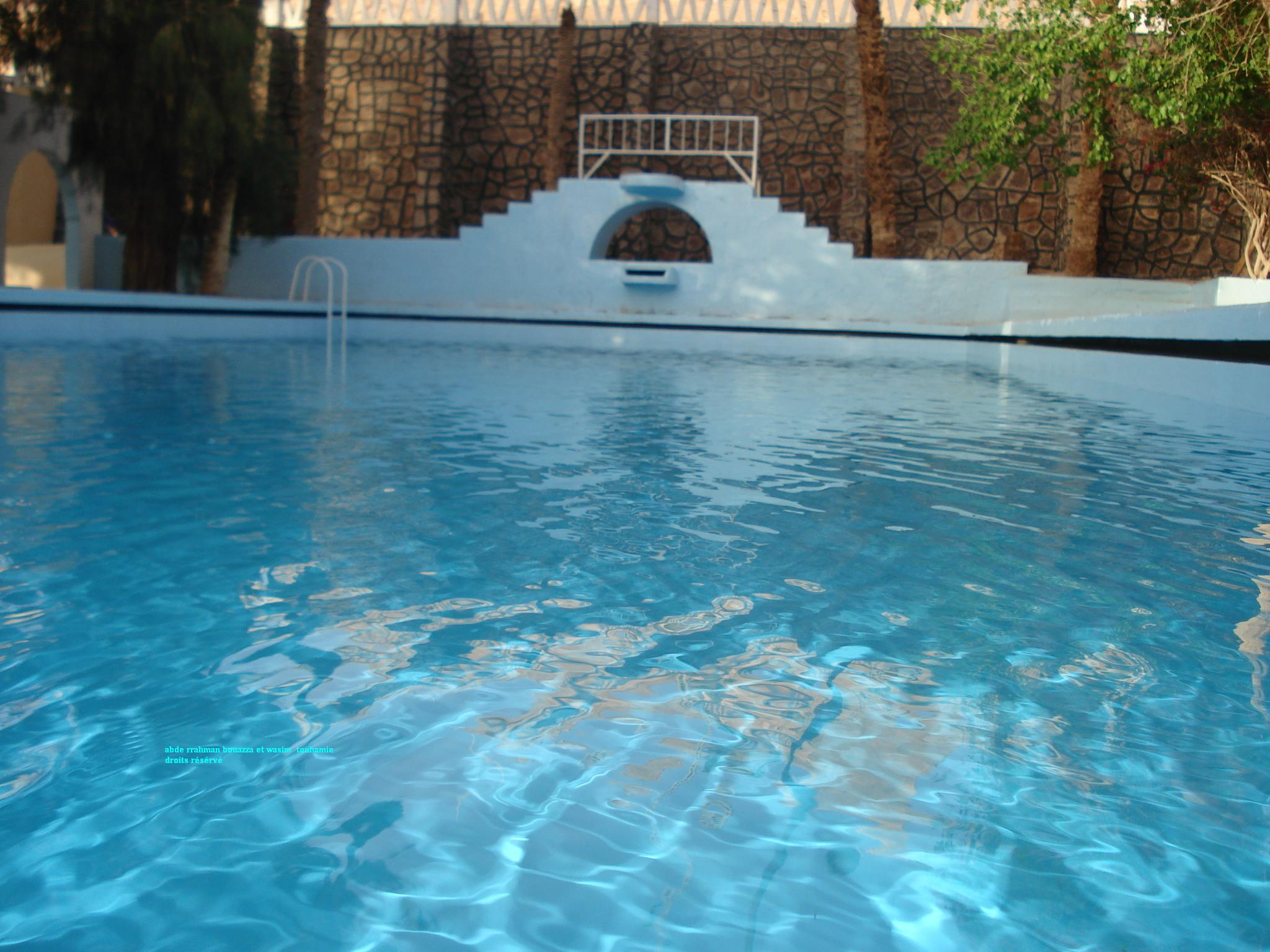
المسبح البلدي لبلدية بني عباس

كما سبق الذكر بني عباس تظم العديد من القصور وهي بترتيب إنشائها كالتالي:
- - قصور بني حسان:
  - قصر أولاد مهدي:
  - قصر أولاد رحو:
  - قصر بني عباس: وهو الأكبر والأهم من الناحية السياحية ومناحية عدد السكان.
  - زقاق واروروت: وسكنه سكان واروروت (واحة تقع 7 كلم عن بني عباس) بعد انتشار عدم الأمان في حقبة تاريخية معينة.
  - قصر القصيبة: وسكنه الغنانمة أولاد حمو ويقع فوق المسبح البلدي. ويوجد غيرها كثير

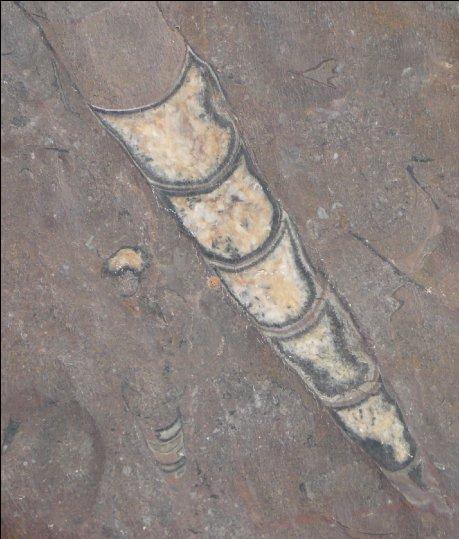
جدار الصين الكربوني (حيوانات متحجرة)

- زيارة واحة النخيل: واحة رائعة في شكل عقرب[99]، يعلوا ذيلها كثيب رمل يعتبر الأكبر في الصحراء.
- زيارة المسبح البلدي: مياهه من عين صافية عذبة تخرج من الأرض بدرجة حرارة 24 مئوية (دافئة شتاءً ولطيفة صيفاً).
- زيارة جدار الصين الكربوني: يبعد حوالي 30 كم عن بني عباس، على الجانب الأيسر من الطريق المؤدي إلى الواتة يوجد خزان من الحيوانات المتحجرة (أسماك وقواقع).[100]

تتوفر المدينة على هياكل إيواء متواضعة مقارنة بما توفره من إمكانات سياحية ضخمة، لكن حتى هذه الهياكل لا تسجل حجوزات كبيرة إلا في فترات ومواسم الذروة السياحية (رأس السنة الميلادي، المولد النبوي...) ونذكر منها:
- - نزل الريم 3 نجوم حوالي 120 غرفة وجناح، موقع استراتيجي، وخدمات متميزة.[101]
  - نزل العرق الكبير يطل على غابة النخيل والقصر القديم
  - دار الشباب
  - المخيم خلف المسبح البلدي.
  - أما في السياحة البدوية فخيمة العرب هي المقر المتنقل الذي يرافق كل قافلة سياحية.

### الصناعة
بالإضافة إلى النشاطات التجارية في وسط المدينة والشوارع الرئيسية توجد ببني عباس منطقتين صناعيتين:
- المنطقة الصناعية الأولى: تقع شرق المدينة على طريق المطار وتضم المحطة القديمة لتوليد الكهرباء، مصنع المشروبات الغازية، مصنع المياه المعدنية (مشروع)، والمستشفى المدني محمد يعقوب (120 سرير).
- المنطقة الصناعية الثانية: تقع بمدخل المدينة حيث توجد المحطة الجديدة لتوليد الكهرباء التي يغطي إنتاجها كافة منطقة الساورة.

باستثناء محطة توليد الطاقة الكهربائية والتي تقدر قوتها بـ 4 × 5 ميغاواط (2008)، لا يوجد بالمدينة أي قاعدة صناعية وبالتالي تصل معدلات البطالة إلى 60 ٪ من السكان في سن العمل.
زودة محطة الطاقة ببني عباس كل المدن والقرى الممتدة من إقلي إلى بنت الشرك بالكهرباء حتى عام 2010 وهو التاريخ الذي أصبحت فيه محطة إنتاج الطاقة الكهربائية بشروين تزود الشطر من كرزاز حتى بنت الشرك وذلك من أجل تخفيف الضغط على محطة بني عباس. يقدر معدل الكهربة بـ 95 ٪. يوجد كذلك محطتين للتزويد بالوقود واحدة في مدخل المدينة والأخرى بمفترق الطرق 15 كلم.
زودت المنطقة الآن بغاز المدينة إلا أن مشروع بقيمة 17 مليار دينار جزائري تم إطلاقه سنة 2010 لإنشاء خط أنابيب بطول أكثر من 300 كم لإيصال غاز المدينة إلى دوائر بني عباس، بشار، قنادسة، عبادلة، تاغيت وبني ونيف
يوجد بالمدينة مصنع للمشروبات الغازية كان يعمل كمؤسسة عمومية خلال سنوات الثمانينات ثم كمؤسسة خاصة بين 1998 و2001 إلا أنه الآن غير ناشط.

### الفلاحة

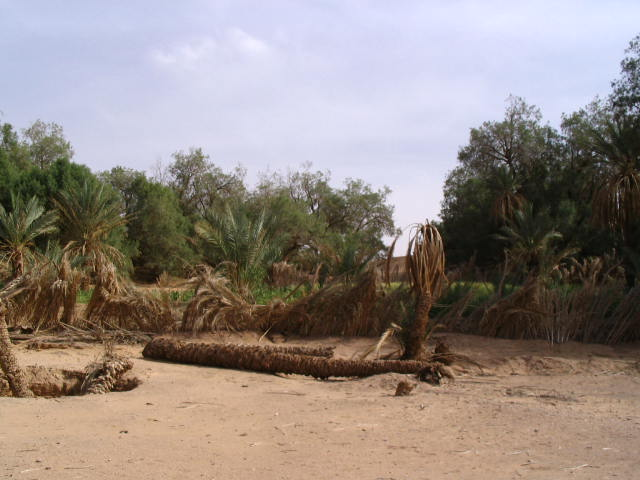
جزء من واحة بني عباس متأثر بالبيوض

لا توفر واحة بني عباس بهكتاراتها الأربعين الأمن الغذائي لسكان المدينة البالغين حوالي 12 ألف نسمة، لا سيما أن معظم القطع الأرضية قد هجرت بسبب الميراث (القطع الأرضية بعد تقاسمها من قبل الورثة تصبح صغيرة جداً)، نقص المياه وارتفاع ربحية العمل في قطاعات أخرى. من أهم منتجات الواحة من التمور الحميرة ذات المذاق الجميل والشهرة عند سكان المنطقة.
تقدر الأراضي الصالحة للزراعة بـ 415 هكتارا، موزعة على عدة مواقع أكبرها محيط جويفة بمساحة تقدر ب 120 هكتار 5% فقط منها مكهربة، عين الساقية، واروروت، الزغامرة، مرحومة.. إلخ. هناك أكثر من 250 فلاح تخلى أكثرهم عن حقولهم بسبب ندرة المياه.
تأثرت واحة بني عباس للمرة الأولى بالبيوض عام 1908، وهو مرض ظهر في جنوب المغرب عام 1870. تم عزل سلالة من المغزلاوية حادة الأبواغ عام 1998 بأرض واحة بني عباس.

### الموارد المعدنية
إقليم بني عباس يحتوي على العديد من المعادن مثل الرمل الصالح لإنتاج الطوب والحجر الجيري والزجاج المجوف. المعادن الأخرى تتركز أساسا في المناطق الجبلية بالوقارتة حيث أظهرت صور فضائية لسلاسل الوقارتة مناطق تعدين هامة تحتوي على مناجم للذهب والفضة والنحاس والحديد ومنغنيز والباريوم والزرنيخ والتنجستن والسترونتيوم وخليط من الرصاص الممزوج بالزنك.

### النقل

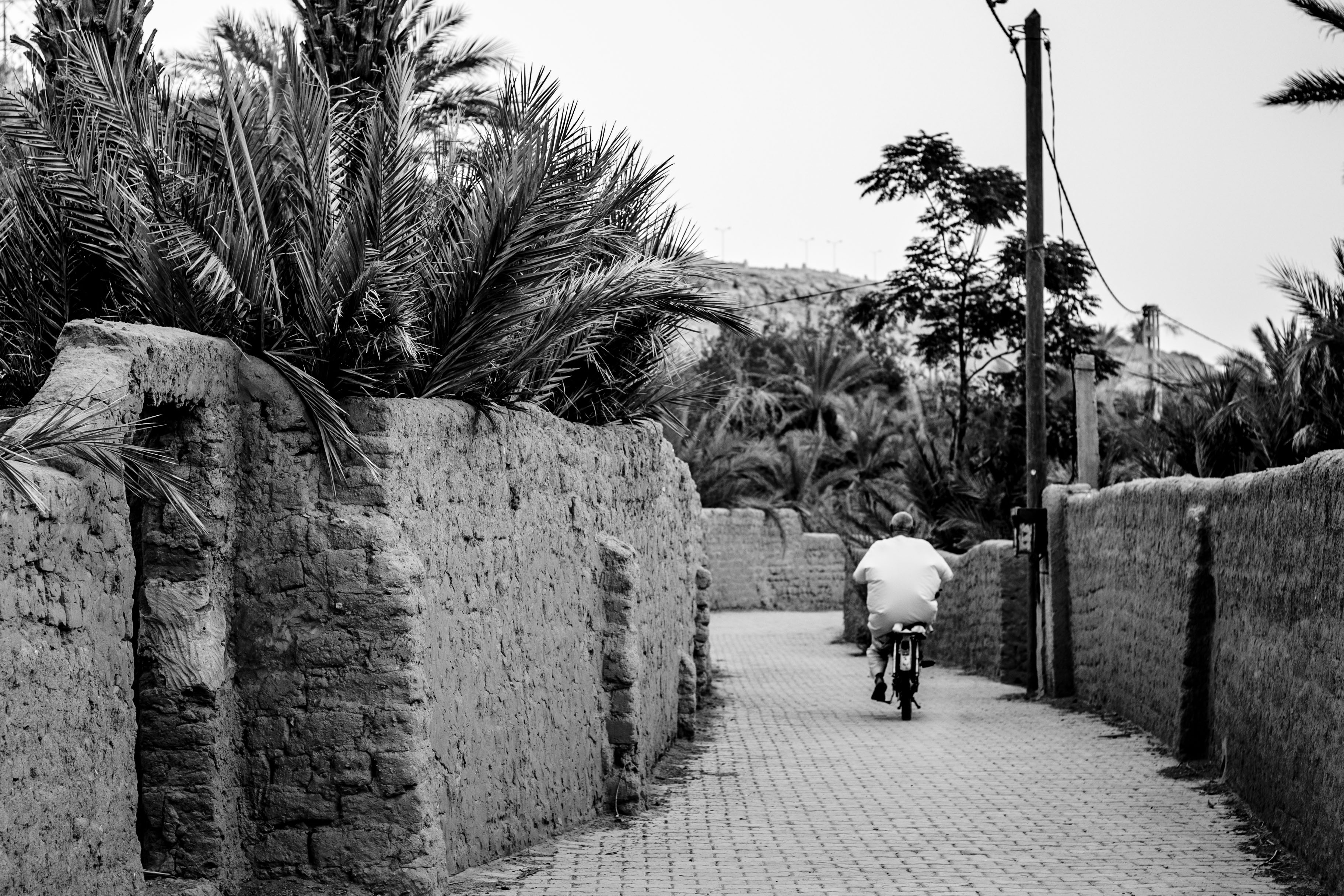
رجل يركب دراجة نارية عبر الحدائق

يجتاز بلدية بني عباس الطريق الوطني رقم 6 المسمى طريق الواحات والذي يربط مدينة سيق في شمال غرب الجزائر بقرية تيمياوين في أقصى جنوب البلاد على الحدود مع مالي مروراً ببشار وأدرار.
تضمن محطة المسافرين كل حاجيات السكان للتنقل وذلك بخطوط محلية للحافلات بإتجاه مدن بشار وإقلي والواتة وكرزاز وأولاد خضير وخط واحد خارج الولاية بإتجاه أدرار.
هناك طول إجمالي من الطرق يبلغ 127 كيلومتر (79 ميل) في البلدية ومحطتين لخدمة الوقود، بعد افتتاح طريق جديد بين بني عباس والواتة والذي كلف 30.033.900 دج أي حوالي 300.000 يورو تم فك العزلة عن الكثير من المناطق والقرى.
تتوفر بني عباس أيضاً على مهبط طائرات يعود للحقبة الإستعمارية وقد تم ترميمه مؤخراً، ربط بني عباس ببشار بالسكة الحديدة هو مشروع قيد الدراسة.

## الرياضة
أهم الرياضات الممارسة في بني عباس هي كرة القدم وكرة اليد وألعاب القوى، رياضات أقل شعبية تمارس أيضاً مثل التزحلق على الرمال وكرة الطائرة والسباحة.
تمتلك بني عباس فريق لكرة القدم منذ أواخر الخمسينات وهو من بين اقدم الأندية بالمنطقة لكنه لم يقدم الشيء الكثير بسبب نقص الوسائل المالية.
أكثر الرياضيين شهرة والذين تعود أصولهم إلى بني عباس هم:
- تهامي نهيضة رياضية متخصصة في 800 و 1500 م.[114]
- برقوق الحاج حارس مرمى فريق كرة اليد (شبيبة القبائل).

## وصلات خارجية
- بني عباس الجزائرية مقصد السياح وصناع السينما: مقال من جريدة اٍيلاف
- ملتقى دولي بشعار غدا للأحواض الصحراوية: الاٍذاعة الجزائرية